# 亞歷山大丹尼士Enviro 500
亞歷山大丹尼士Enviro 500（英語：Alexander Dennis Enviro 500，前稱TransBus Enviro 500）是一款由英國亞歷山大丹尼士（及其前身TransBus International）生產的3軸雙層巴士，它也是亞歷山大丹尼士製造的其中一款Enviro系列巴士。基於生產底盤的丹尼士與生產車身的亞歷山大已經合併，Enviro 500被作為丹尼士三叉戟三型的後繼產品，Enviro 500是根據英國政府和歐洲汽車尾氣排放標準製造，並按照香港使用三叉戟型的經驗進行改良。本型巴士後來被進一步發展為亞歷山大丹尼士Enviro 500 MMC。

## 設計
第一代Enviro 500的底盤（底盤出世紙稱此型號為「Trident E500」）由Trident 3（三軸版丹尼士三叉戟）改良而成，最大分別是全車寬度從2.5米加寬為2.55米，能夠提供更充裕的車身內部空間；油缸亦因為配置直樓梯設計而改置於頭軸後方。

### 動力配備
Enviro 500的引擎可裝配康明斯ISMe-335歐盟三期環保標準的柴油引擎，後來康明斯ISLe-340歐盟四/五期環保標準引擎也在選配之列。符合歐盟四期或以上標準的Enviro 500巴士均使用尿素（九龍巴士俗稱為「氨素溶液」，新世界第一巴士和城巴俗稱為「雅寶」）去減低廢氣中氮氧化物的含量。Enviro 500的波箱可選配Voith DIWA864.3E四前速波箱或ZF 5HP602C五前速波箱。自2003年起，亦可配搭Voith DIWA864.5D4四前速或ZF 6HP602C六前速波箱（2007年打後改為ZF 6HP604C六前速波箱）。Enviro 500與前代的丹尼士三叉戟三型相同，以中軸為驅動軸。巴士的所有車軸設有氣墊懸掛系統，唯平衡系统仍為舊式機械控制，在起伏道路的行車穩定性不如採用主動平衡系統的富豪超級奧林比安及富豪B9TL等競爭對手。

### 車身
Enviro 500沿用丹尼士三叉戟三型的底盤設計，車身採用鋁製支架，玻璃纖維外殼。車身設計是基於單層型號Enviro 300改良，上層車身正面的設計和Plaxton President車身相似，而車身的地台架亦會預裝在底盤上。2003年後期，廠方推出經修改的Enviro 500車身，主要在車身的前後正面給予修改。2006年起，車身第一次作大修改，主要修改上層報站機外殼設計及將車尾改良，車身改稱（Mark II），而此車身於其後改大上層車尾的指揮燈。2009年，廠方推出電視檔（俗稱：底褲）供買家選用。2010年，廠方重新設計空調機散熱口。
Enviro 500 MK II 車身亦可以安裝在富豪B9TL底盤上。香港的九龍巴士、龍運巴士及愛爾蘭都柏林的都柏林巴士公司均有採用相似組合。

### 長度版本
長度方面，起初僅提供12米版本，2007年起推出12.8米版本，2008年起更推出11.3米版本，而最後者原為Enviro400推出前的過渡產品，但Enviro400推出後，此長度沒有取消。11.3米版本在香港起初只有新世界第一巴士使用，後來訂單擴展至港鐵巴士。
2008年，亞歷山大丹尼士推出Enviro 500H混燃巴士，採用Allison波箱及GM Allison混合動力系統，有助減低二氧化碳及氮氧化物，並節省25%的燃油用量及廢氣排放，載客人數可容納79人。2011年，Enviro 500推出新車身，頭幅和車尾身更改成與Enviro 400的車身相同，車身窗格長度亦重新編配。此款新的車身設計初期只見於美加版，惟底盤設計並未有任何修改。
由Enviro 500量產起至2013年大改版前，在香港曾經出現以下版本，以底盤編號第四至第六字來分辨，代號如下：
12米版本
- 135：歐盟3型引擎、Voith D864.3E波箱及5.357尾牙比，Enviro 500 第一代車身
- 136：歐盟3型引擎、ZF 5HP602C波箱及5.357尾牙比，Enviro 500 第一代車身
- 137：歐盟3型引擎、Voith D864.5D4波箱及5.357尾牙比，Enviro 500 第一代車身
- 138：歐盟3型引擎、Voith D864.5D4波箱及5.723尾牙比，Enviro 500 MK II 車身
- 139：歐盟3型引擎、ZF 6HP604C波箱及5.723尾牙比，Enviro 500 MK II 車身
- 158：歐盟4型引擎、Voith D864.5D4波箱及5.723尾牙比，Enviro 500 MK II 車身
- 159：歐盟4型引擎、ZF 6HP604C波箱及5.723尾牙比，Enviro 500 MK II 車身
- 169：歐盟5型引擎、ZF 6HP604C波箱（香港版本預設加裝Topodyn節能程式）及5.723尾牙比，Enviro 500 MK II 車身

11.3米版本
- 358：歐盟4型引擎、Voith D864.5D4波箱及5.723尾牙比，Enviro 500 MK II 車身
- 369：歐盟5型引擎、ZF 6HP604C波箱（香港版本預設加裝Topodyn節能程式）及5.723尾牙比，Enviro 500 MK II 車身

## Enviro 500在香港
由於Enviro 500的部分設計超出香港法例規定的限制，因而需要向香港運輸署申請豁免：
- 車身闊度設計為歐洲標準的2,550毫米，但實際上是2,510毫米，仍然超出香港法例規定的2,500毫米。
- 上層尾部以特製玻璃取代太平門，但同時提供更多的手錘在緊急時擊破玻璃逃生。

### 九龍巴士

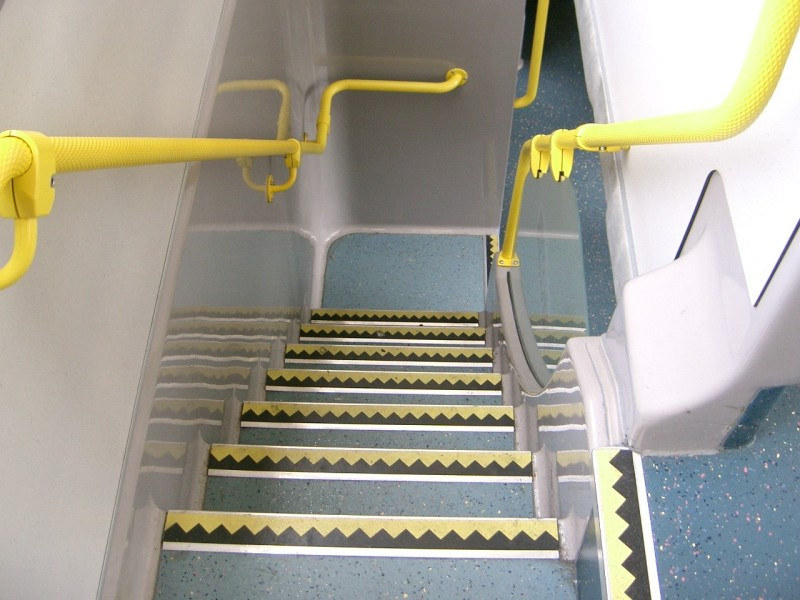
九龍巴士Enviro500的直樓梯

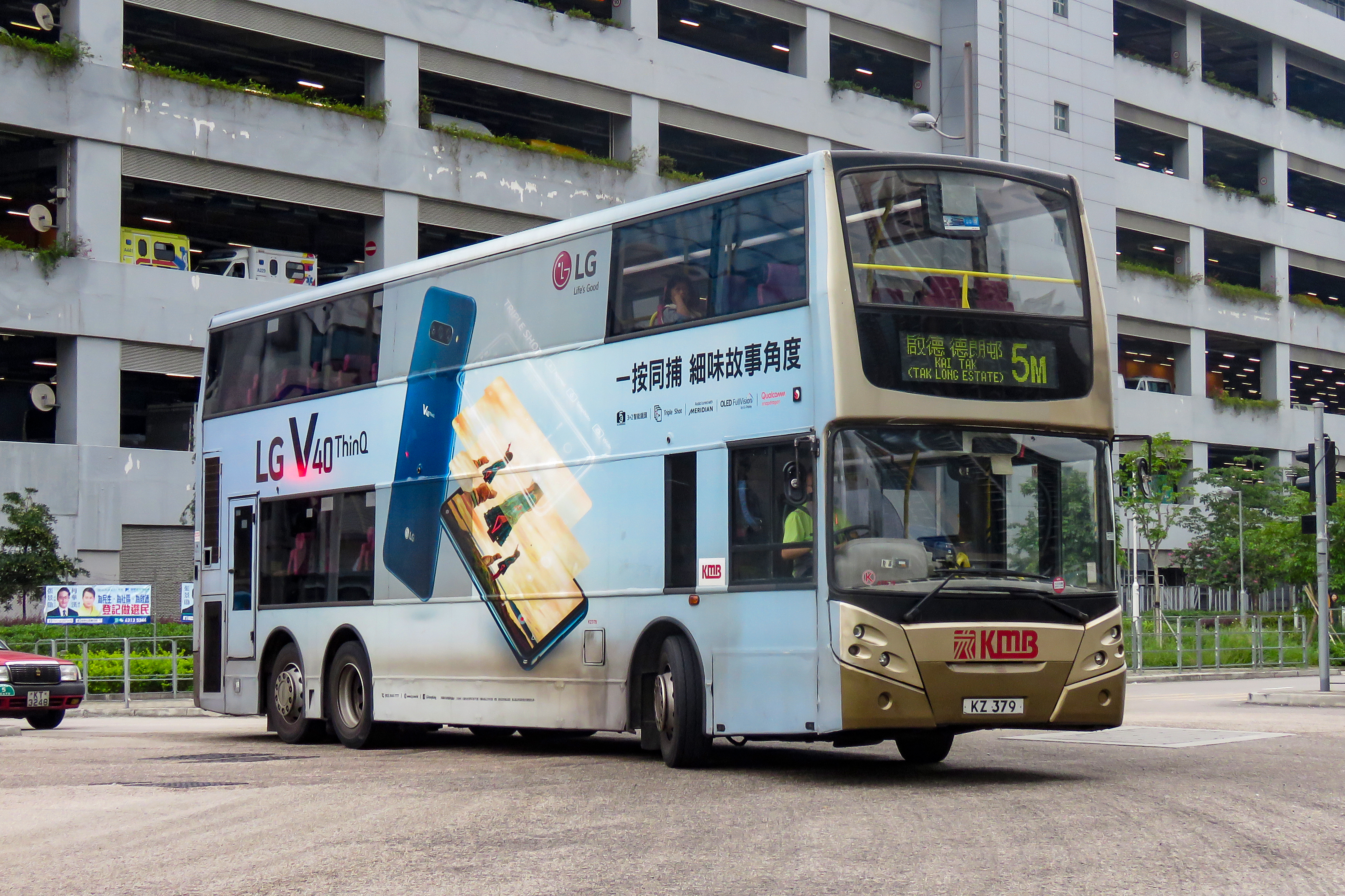
九龍巴士其中一輛舊款車身的Enviro 500，被巴士迷暱稱「舊直」

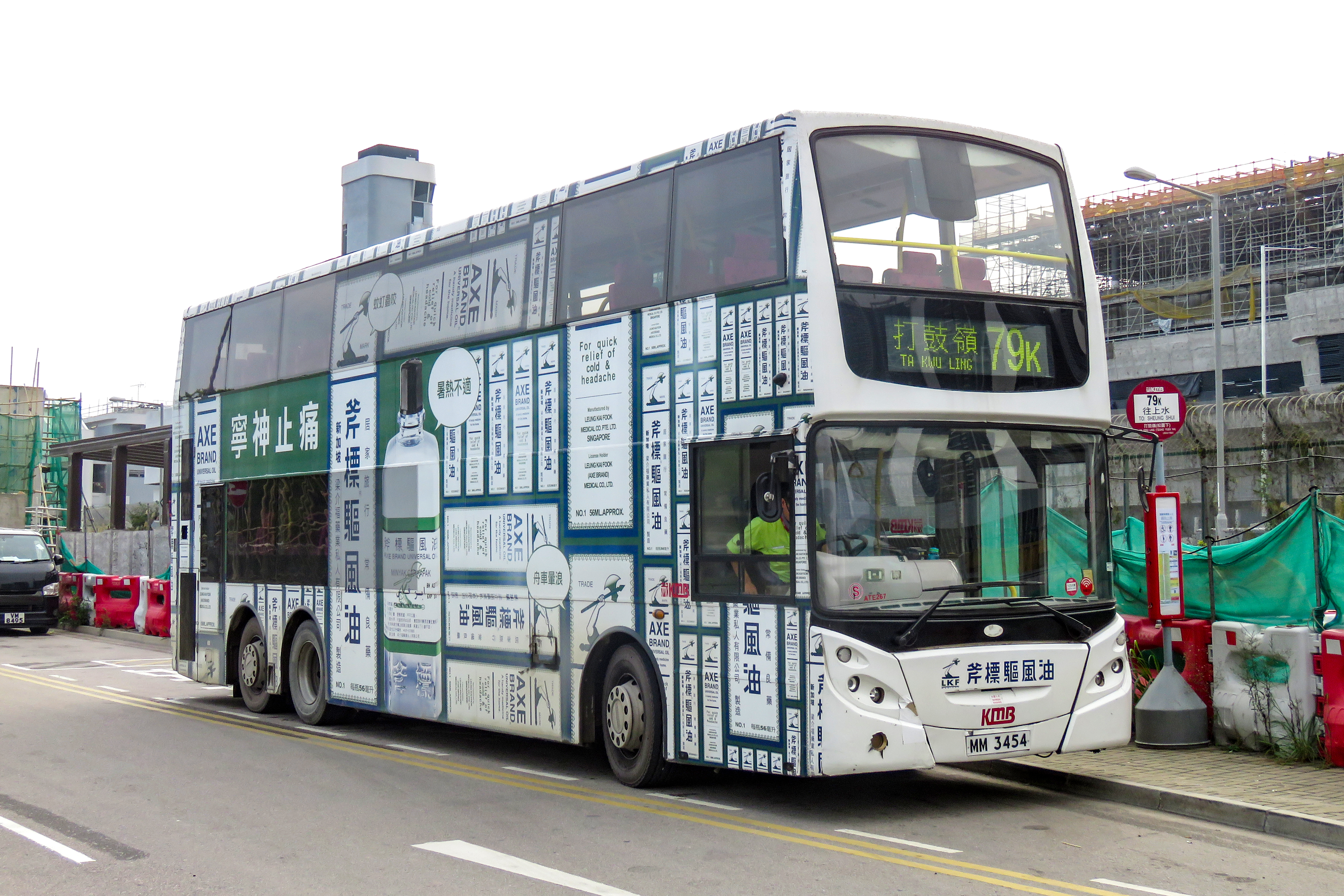
九龍巴士其中一輛改良車身的Enviro 500。因車頭像微笑，亦被巴士迷暱稱「笑直」

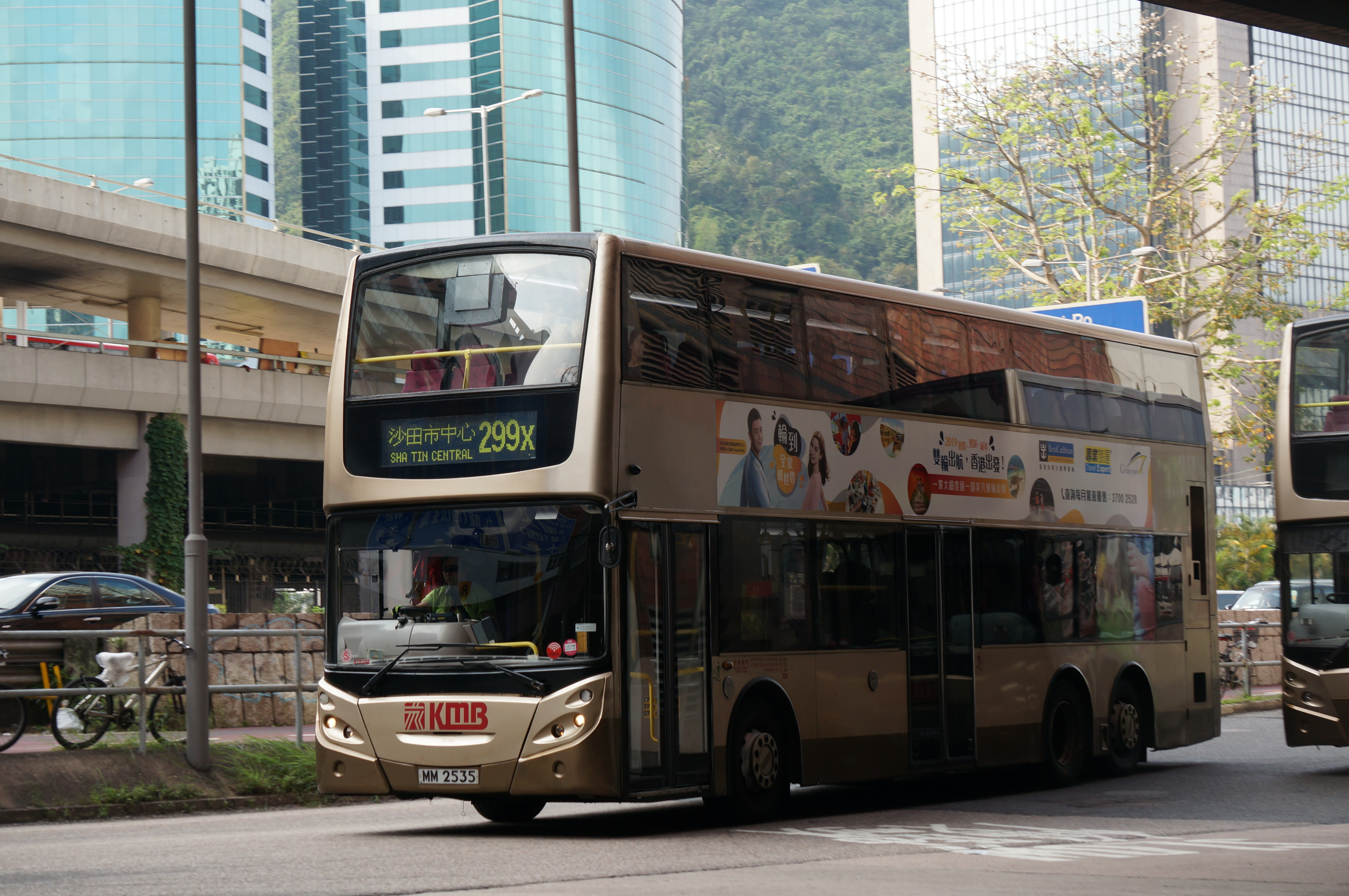
九龍巴士配有符合歐盟四型環保標準引擎的亞歷山大丹尼士Enviro 500

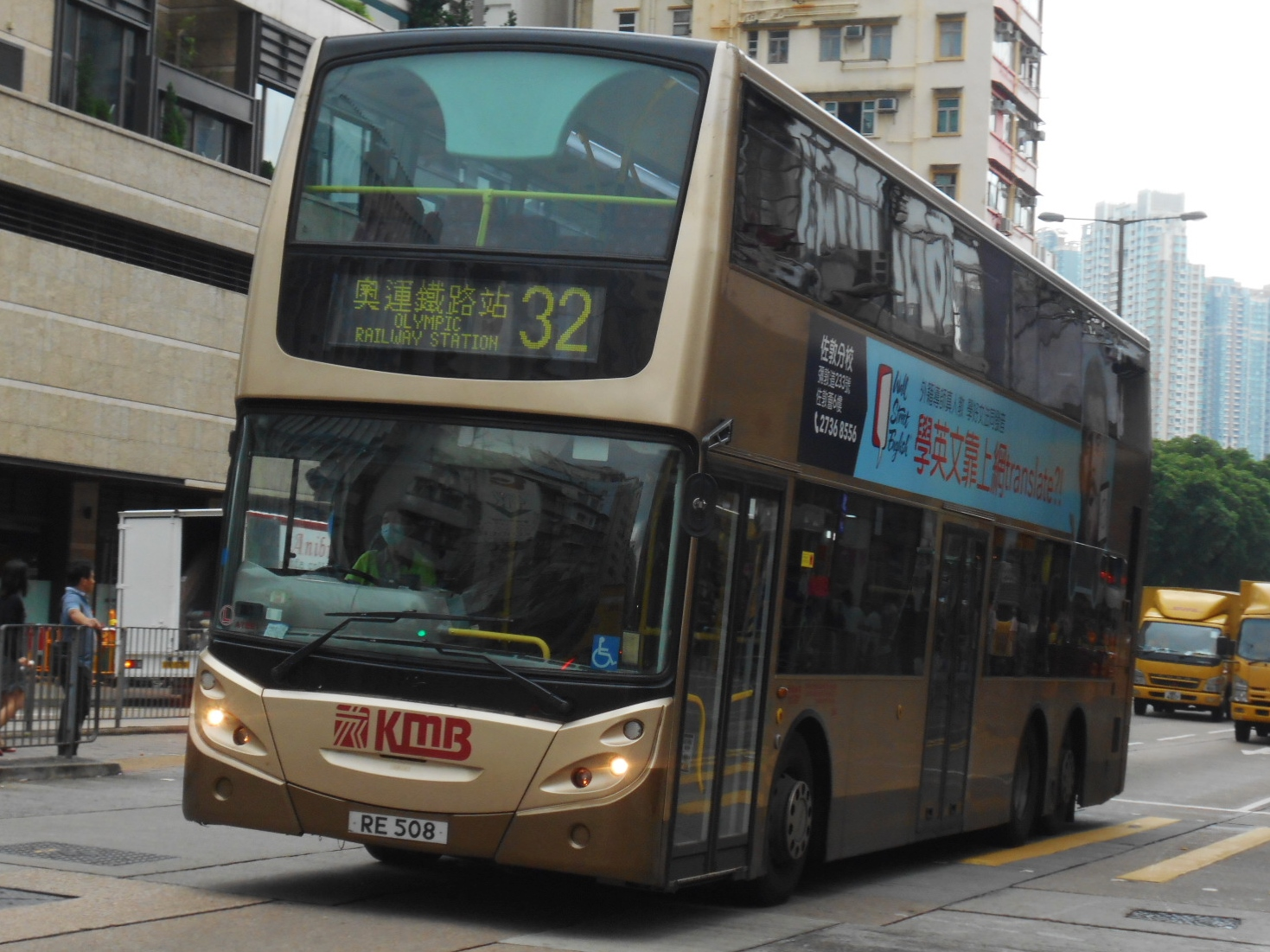
九龍巴士其中一輛配有符合歐盟五型環保標準引擎的亞歷山大丹尼士Enviro 500（ATEE1，RE508）

九龍巴士擁有全球最多數量的Enviro 500，數量達300多輛（包括ATE1-271、ATEU1-63、ATEE1-41）。
第一代Enviro 500是九龍巴士旗下第2代超低地台巴士的首款車型，亦是第一款採用直樓梯的車型，樓梯設計有別於過往香港巴士普遍採用的彎曲樓梯，因此九龍巴士稱之為「超直巴士」。新車首次採用玫瑰花紋椅套的座椅，車身塗裝除了以既定的低地台巴士香檳金色作底色外，同時加以棕色作為車身裙腳，以區別首代超低地台巴士。現時此型巴士多被派往高客量的路線上行走。

#### ATE、ATEU1
當TransBus International宣佈開始研發Enviro 500的時候，九龍巴士決定把2002年付運的100輛配ALX500車身及歐盟三型引擎的丹尼士三叉戟三型（ATR299-354、369-392）訂單中的其中20輛改為12米Enviro 500，其後再加訂100輛Enviro 500，前後合共120輛，而其中的ATE22底盤編號最早為樣板車。第一輛Enviro 500在2002年11月12日運抵香港，並於2003年1月在港登記，並給予車隊編號類型為ATE（估計為Air-conditioned Trident Enviro 500的英文字頭）。其餘119輛則由2003年3月至11月陸續出牌及投入服務。這批巴士分別採用Voith DIWA864.3E（ATE1-12、15、20、22、36、38、39、42-44、46、48、49、55、60、62-65、67-89、104、106、107、112-114、116-119、121、124）波箱及ZF 5HP602C波箱（ATE13、14、16-19、21、23-35、37、40、41、45、47、50-54、56-59、61、66、90-103、105、108-111），前者有65輛，後者則有55輛。
在2003年，九龍巴士第3度訂購65輛Enviro 500，隨後再次增加訂購50輛，前後合共115輛（車隊編號ATE115、120、122、123、125-232）。波箱方面，第三批65輛中只有5輛（ATE145、165、166、168及170）使用Voith DIWA864.5D4波箱，其餘60部則採用ZF 5HP602C波箱；第四批涉及50輛Enviro 500（車隊編號ATE183、187-232）及1套車身組件中只有20部（ATE216-232及龍運巴士801-803）使用Voith DIWA864.5D4波箱，其餘30部則採用ZF 5HP602波箱。由第三批巴士開始，上層車頭的報站機外殼由灰色改為白色，而所有連接天花和座椅的扶手俱裝設下車鐘（首批120部車輛上層只於右邊扶手設下車鐘）。而第四批巴士車廂則改用透光度較高的光管罩。
由於2003年九廣西鐵（今屯馬綫西段）和2004年馬鞍山鐵路（今屯馬綫東段）啟用，運輸署要求九龍巴士減少車隊數量；因此這兩批Enviro 500抵港後需要延遲登記，並停放在各車廠。其中112輛巴士在2003年11月到2005年6月全數出牌及投入服務，而餘下的3輛巴士已於2005年8月出牌前轉讓予同母公司的龍運巴士成為801-803。
2005年，九巴控股訂購30輛配Enviro 500 Mark II的Enviro 500，下層樓梯後雙人位由橫向改為向前。這批新車有25輛使用Voith DIWA864.5D4波箱，其餘5輛使用ZF 5HP602波箱並分配至龍運巴士（車隊編號804-807、601），而ATE246-250採用了Gorba電子顯示屏，全數25輛新車於2006年初投入服務。2006年5月22日，其中一部新車更配置了Cummis ISLe-340b引擎作測試，該車車牌為MJ2927，車隊編號原為ATE257，2006年6月13日改為ATEU1（由於前ATE257（即ATEU1）於現時的ATE257（MM2505）出牌前已改稱ATEU1，故原先的ATE257被取消車隊編號，其後被MM2505重用）。ATEU1初期派往行走104線，2007年3月更一度與當時另一輛改配歐盟四型引擎的AVD1一同改為行走68X線，以測試2輛歐盟4型巴士行走快速公路的性能。2007年5月19日起，ATEU1由荔枝角車廠轉往屯門車廠（元朗分支），加裝行李架，並於2007年8月15日起派往行走B1線。該車於2009年2月進更換引擎工程，更換歐盟5型引擎，並於同年7月拆除行李架，及由屯門車廠（元朗分支）轉回荔枝角車廠。以評估歐盟五型巴士各方面的表現，這車成為香港首輛廢氣排放標準達歐盟5型的專利巴士。
2005年底，載通國際再次訂購15輛Enviro 500，全數分配給九龍巴士，左右車身前方在服役初期貼上「2006」字樣（全部已於兩年後除下），當中ATE257、260、262-266、269-271使用Gorba電子顯示屏，全數新車已於2006年8月正式出牌及投入服務。
2011年9月，其中一輛Enviro 500（ATE40）試驗性加裝選擇性催化還原系統，使有關車輛的排放水平提升至歐盟四期標準。經過多次測試後，另外三輛Enviro 500（ATE139、233、256）亦於2015年安裝了有關系統測試。2017年試驗結束後，其餘同款巴士已於2017年完結前安裝有關系統。
九龍巴士為減低燃油消耗，曾改動部分車輛的波箱電腦程式。2007年，於使用ZF波箱的車輛處解鎖6波並廢除kickdown，由5前速波箱改為6前速波箱。2012年起陸續於採用Voith DIWA864.5D4波箱的Enviro 500加裝SensoTop節能程式。
全數ATE及ATEU1已於2016年9月全數更換LED光管照明。2019年9月，九龍巴士陸續於ATE（LJ牌開始）車隊上安裝電子路線圖。
2022年，九巴為ATEU1左鏡換上試驗用電動調節鏡片倒後鏡；雖測試效果未如理想，但九巴到此車退役前仍未有重新安裝普通手動鏡臂，使ATEU1成為唯一一部使用電動鏡臂的ATEU。

#### ATEU2-ATEU36
2008年，載通國際訂購16輛配備歐盟4型引擎的Enviro 500，其中9輛分配給九龍巴士（ATEU2-10），其餘7輛分配給龍運巴士（8401-8406、6401），全數使用Gorba電子顯示屏，採用Vogelsitze System 400/6座椅，配用ZF 6HP604C波箱，並在出牌不久陸續加裝TopoDyn節能程式，上層車尾燈經修改，並在車尾冷氣槽位裝設了倒車閉路電視，其中ATEU2於下層裝上行李架，用以代替調回荔枝角車廠的ATEU1行走B1線，下層太平門試驗性改為密封式玻璃，組裝車身由九龍巴士屯門裝嵌廠改為由珠海廣通客車（2019年起稱為中興智能汽車）負責。這批的首輛巴士ATEU2於2009年7月22日出牌，餘下的（ATEU3-10）亦在同年夏天出牌和陸續投入服務於1A、112、681、968等路線。
2009年6月，載通國際再訂購51輛配備歐盟4型引擎的Enviro 500，原本其中46輛分配給九龍巴士，其餘5輛分配給龍運巴士（8407-8410、6402），波箱方面，其中31輛採用ZF 6HP604C波箱，並加裝TopoDyn節能程式，其餘20輛採用Voith DIWA864.5D4波箱。後來為解決長遠換車問題，九龍巴士將其中20輛配ZF波箱的新車撥給龍運巴士成為8411-8430，同時已有20輛普通版丹尼士三叉戟三型轉往九龍巴士行走。這批新車全數使用Hanover電子顯示屏，上層車頭及下層車箱亦轉用了新款的路訊通顯示器組件（別名：底褲），可放置新款的16:10呎寸屏幕，仍舊使用Deans Systems外推式中門。座位選配方面，ATEU11-16採用Vogelsitze System 400/6玫瑰花紋座椅；ATEU17-36則採用Lazzerini玫瑰花紋座椅。ATEU11-25已於2010年6月17日至8月16日正式出牌，而ATEU26-36則因配額問題而延至2011年5月11日至9月1日全數出牌及投入服務；這些巴士主要行駛1、3C、43X、68E、69M、72、74K、83K、88X、238M、271及621等路線。
其中2輛巴士（ATEU2、23）設有行李架，以方便乘客攜帶行李登車，這八輛車因應開辦新線而出現車源緊張而借調到龍運巴士；並於2017年7月正式歸還。
ATEU2-36於2016年9月全數更換LED光管照明；ATEU17-25於2019年11月安裝電子路線圖；ATEU23於2020年6月原Hanover綠色磁翻電子顯示屏換上同款橙色LED電子顯示屏；ATEU12於同年11月原Hanover綠色磁翻電子顯示屏換上同款橙色LED電子顯示屏。
後來，因應香港政府資助更換歐盟二期引擎的商業車輛計劃，九龍巴士所有2009年出牌的雙層巴士在2017年下半年全數改裝訓練巴士取代歐盟2型D10A引擎的富豪奧林比安（包括11米版及12米版）及前龍運巴士亞歷山大ALX500車身丹尼士三叉戟三型，因此ATEU2-10於同年7月初陸續開始改裝成訓練巴士。在2024年，因應政府資助淘汰歐4商用車，全數9輛巴士均已退役，由歐5版本車輛（ATEE）接任訓練角色。

#### ATEU37-ATEU63

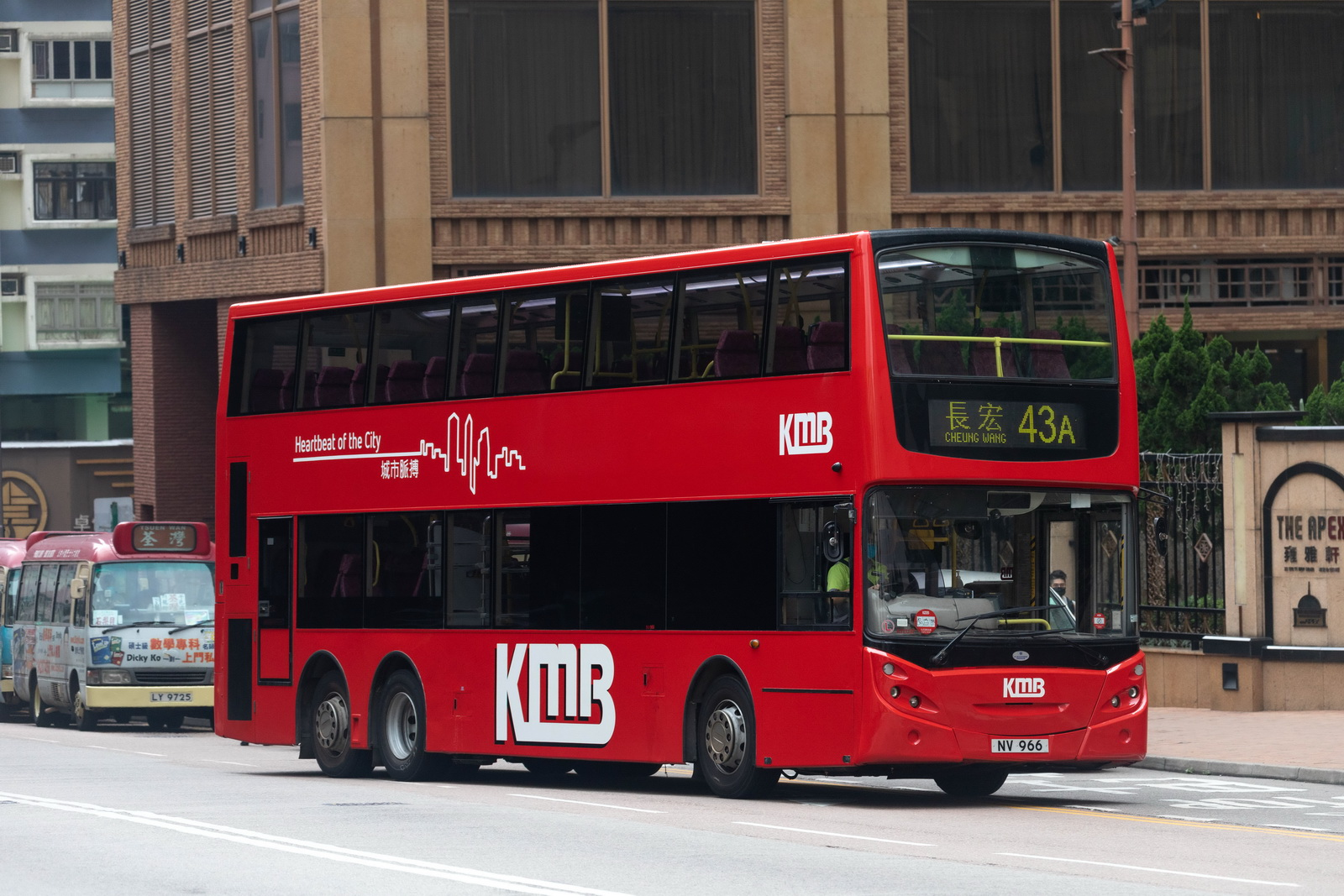
九龍巴士來自龍運轉配的Enviro 500（ATEU37）

2020年，鑑於九龍巴士大量巴士出現退役潮，令車源變得緊張，加上2019冠狀病毒病疫情令龍運大部份路線客量減少而縮減班次，使龍運巴士數目出現過剩現象。經運輸署批准，龍運巴士的車隊編號8401、8403、8405-8409、8411-8413和8415於2020年5月尾暫時借予九龍巴士荔枝角車廠（L），運輸署規定暫時借予巴士只能行走2、12、31B、32、36A、41M、43B及202線，2020年9月1日增加8線。2020年9月1日，8423、8427和8429暫時借予九龍巴士九龍灣車廠（K），運輸署規定暫時借予巴士只能行走1、3B、7、7B、11、21及203E線，以上各車均已於2020年12月正式售予九龍巴士，車隊編號更改為ATEU37-50。另外，ATEU37於2021年5月被塗上第三代「城市脈搏」（Heartbeat of the City）塗裝；另外，8410已於2021年6月正式售予九龍巴士，車隊編號更改為ATEU51。8402、8421-8422、8424-8425、8428、8431-8432（8431-8432為前半豪華版本）已於2021年10月正式售予九龍巴士，車隊編號更改為ATEU52-59。8414已於2021年11月正式售予九龍巴士，車隊編號更改為ATEU60。8426、8430已於2021年12月正式售予九龍巴士，車隊編號更改為ATEU61-62。8404已於2022年1月正式售予九龍巴士，車隊編號更改為ATEU63。
由2021年10月開始，除ATEU51外，ATEU37-50、52-63拆除下層行李架、行李架閉路電視及加裝座位，使總載客量改為124人（U53/L27+S44）。

#### ATEE1-5
2010年6月，載通國際訂購41輛配備歐盟5型引擎的Enviro 500，原本其中35輛分配給九龍巴士，其餘6輛分配給龍運巴士（8515、8532-8536），後來為了解決長遠換車問題，九龍巴士將其中30輛撥給龍運巴士成為8501-8514、8516-8531，同時已有30輛普通版丹尼士三叉戟巴士轉往九龍巴士行走。
此批新車改用鴻隆電子顯示屏、Ventura車門及Vogelsitze System 400/6座椅，九龍巴士的新車的座椅更由原本的玫瑰花紋座椅套改為「九巴仔」座椅套，全數依舊採用ZF 6HP604C波箱，並預先加裝TopoDyn節能程式，由珠海廣通客車負責組裝車身。
5部新車已於2011年12月23日正式出牌，車隊編號為ATEE1-ATEE5，出牌時編至沙田車廠管理，2013年此批巴士被全數調往荔枝角車廠。
ATEE1-5於2016年9月全數更換LED光管照明，2023年起拆除軨蓋，左鏡亦被更換成可電動調節鏡片的鏡臂。
因應香港政府資助更換歐盟四期引擎的商業車輛計劃，除ATEE4／RE1317外，九龍巴士將其餘四部巴士改裝成訓練巴士及拆除電牌，以取代四輛已退役的斯堪尼亞K230UB訓練巴士。

#### ATEE6-41
2021年，鑑於龍運巴士大量投入12.8米普通版本亞歷山大丹尼士Enviro 500 MMC及富豪B8L，令龍運巴士的12米車輛數目出現過剩現象。經運輸署批准，龍運巴士的車隊編號8501已於2021年5月正式售予九龍巴士，車隊編號更改為ATEE6。龍運巴士的車隊編號8511-8512、8514-8517已於2021年9月正式售予九龍巴士，車隊編號更改為ATEE7-12。龍運巴士的車隊編號8509、8513、8518-8524、8526、8533、8535-8536已於2021年10月正式售予九龍巴士，車隊編號更改為ATEE13-25。龍運巴士的車隊編號8504-8505、8507、8527、8529-8531、8534已於2021年11月正式售予九龍巴士，車隊編號更改為ATEE26-33。龍運巴士的車隊編號8502-8503、8506、8525、8528、8532已於2021年12月正式售予九龍巴士，車隊編號更改為ATEE34-39。龍運巴士的車隊編號8508、8510已於2022年1月正式售予九龍巴士，車隊編號更改為ATEE40-41。
由2021年11月開始，除ATEE6外，ATEE7-41拆除下層行李架、行李架閉路電視及加裝座位，使總載客量改為124人（U53/L27+S44）。

#### 因意外而退役的Enviro500
- 2008年3月31日，凌晨一時，一輛Enviro500（ATE180/LN5481）於天水圍車廠火警中焚毀而直接退役。
- 2018年5月22日，凌晨二時，一輛Enviro500（ATE106/LF3614）停泊在樂富總站期間，被兩名巴敗透過車內暗掣解鎖開走，期間二人曾經停車及接力駕駛，一小時後在葵涌貨櫃碼頭南路5號迴旋處對開失控剷上路中花槽石壆。最終因底盤損毀而不獲復修，提早退役。
- 2020年4月15日，早上9時31分，一輛Enviro500（ATE34/KZ9314）於九龍塘窩打老道近浸會醫院突然起火，消防員到場將火救熄。肇事巴士因已近17年車齡而不獲修復，已於同年6月23日正式除牌退役。

#### 車齡漸高、陸續退役
隨着Enviro500車齡已高，有關型號於2021年開始不獲續牌踏入退役潮。
當中首輛Enviro500（ATE1／KX675）已於2020年12月遭遇封車，並於2021年1月透過KMB Design公開招標出售，其後連同首批2003年Enviro500（ATE2-7、9、11）於2021年1月初率先退役。ATE8／KY5722及ATE10／KY6735由於披上了日出康城商場THE LOHAS全車身廣告而比首批車輛稍遲退役。同年3月起，九龍巴士開始大規模將配備Mark I車身的Enviro500退役，以騰出資源讓新車投入服務。
最後一輛配第一代車身的Enviro500 12米（ATE231／LY6508），亦於2023年6月15日行畢2E線後，正式封車退役，並象徵配第一代車身的ATE已全數退役。
配第二代車身的巴士即使只有15至17年車齡，同樣配備歐盟三型引擎，亦因機件問題，開始步入退役潮。2024年5月，九龍巴士將剩下配備歐盟三型引擎的Enviro500巴士全部除牌退役，意味九巴再沒有歐3引擎的Enviro 500服役。
配備歐五引擎的ATEU1，其行車證於2023年5月到期，被安排停在荔枝角車廠天台等候相關手續。雖然網上消息指本車已完成續牌手續，但因交通意外，導致車身損毀，因而遲遲未有機會繼續行走。鑑於本車已有近17年車齡，九龍巴士沒有意願為其維修，最終未能再次復出並提早於2023年9月退役，成為全港首部自然退役的歐五車輛。

### 龍運巴士

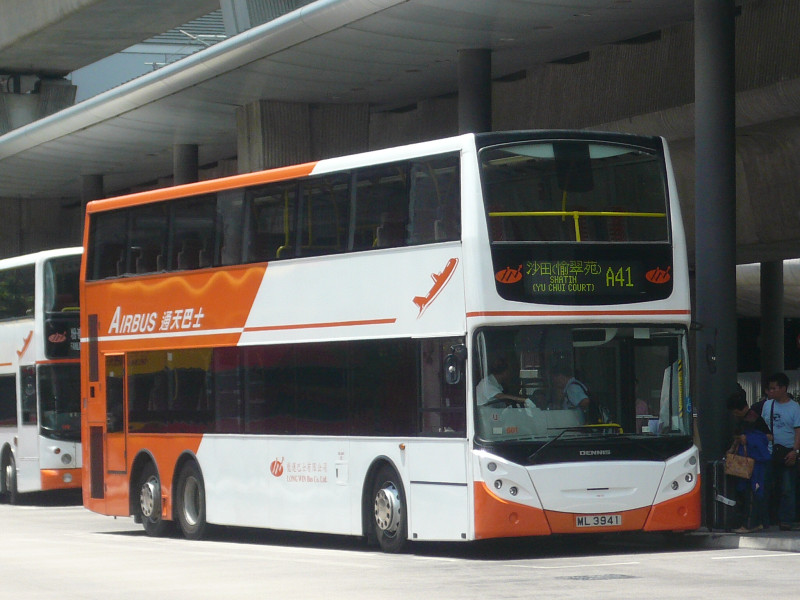
龍運巴士配有符合歐盟3型環保標準引擎的普通、半客車版亞歷山大丹尼士Enviro 500。

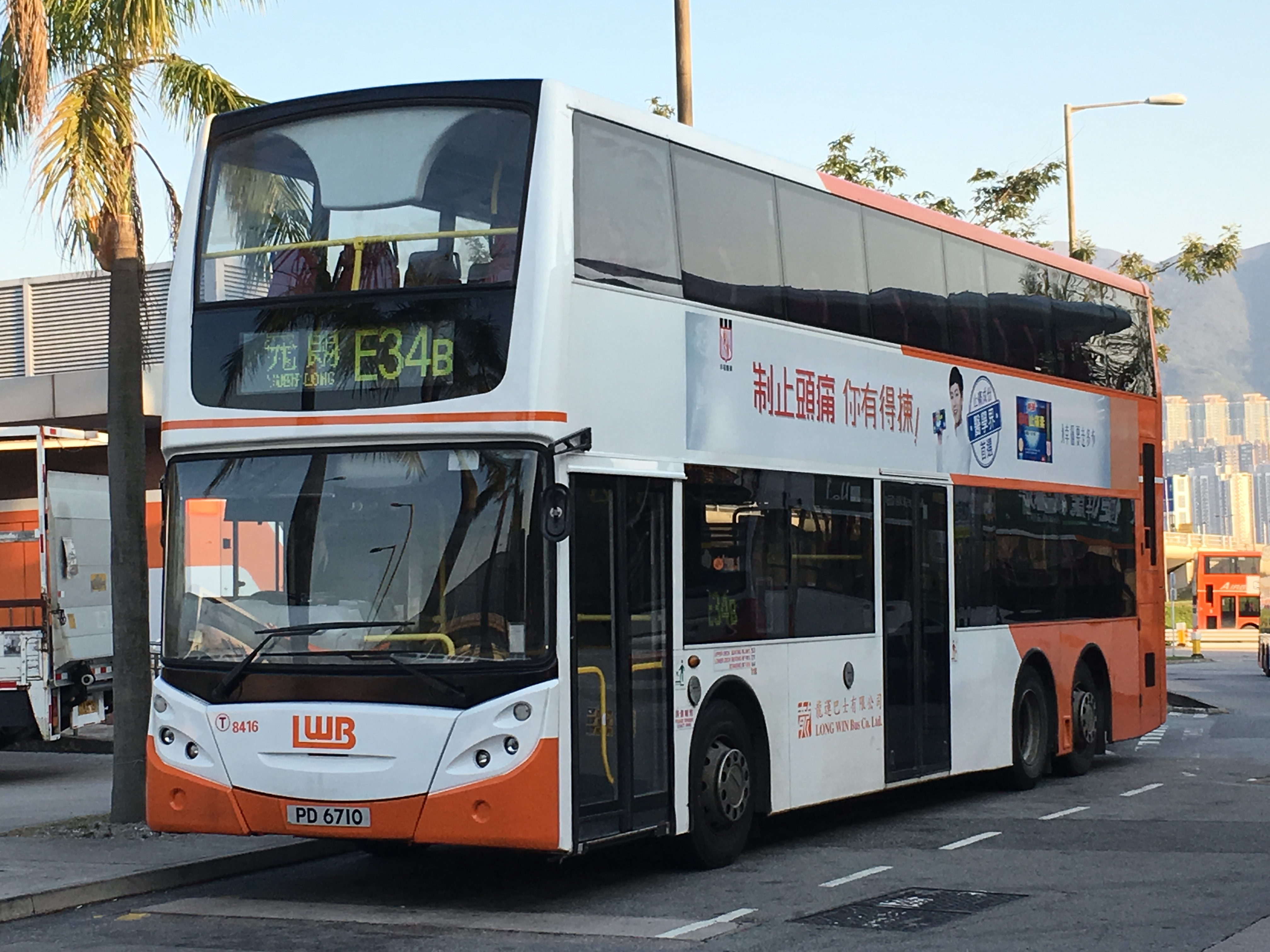
龍運巴士配有符合歐盟4型環保標準引擎的普通、半客車版Enviro 500。

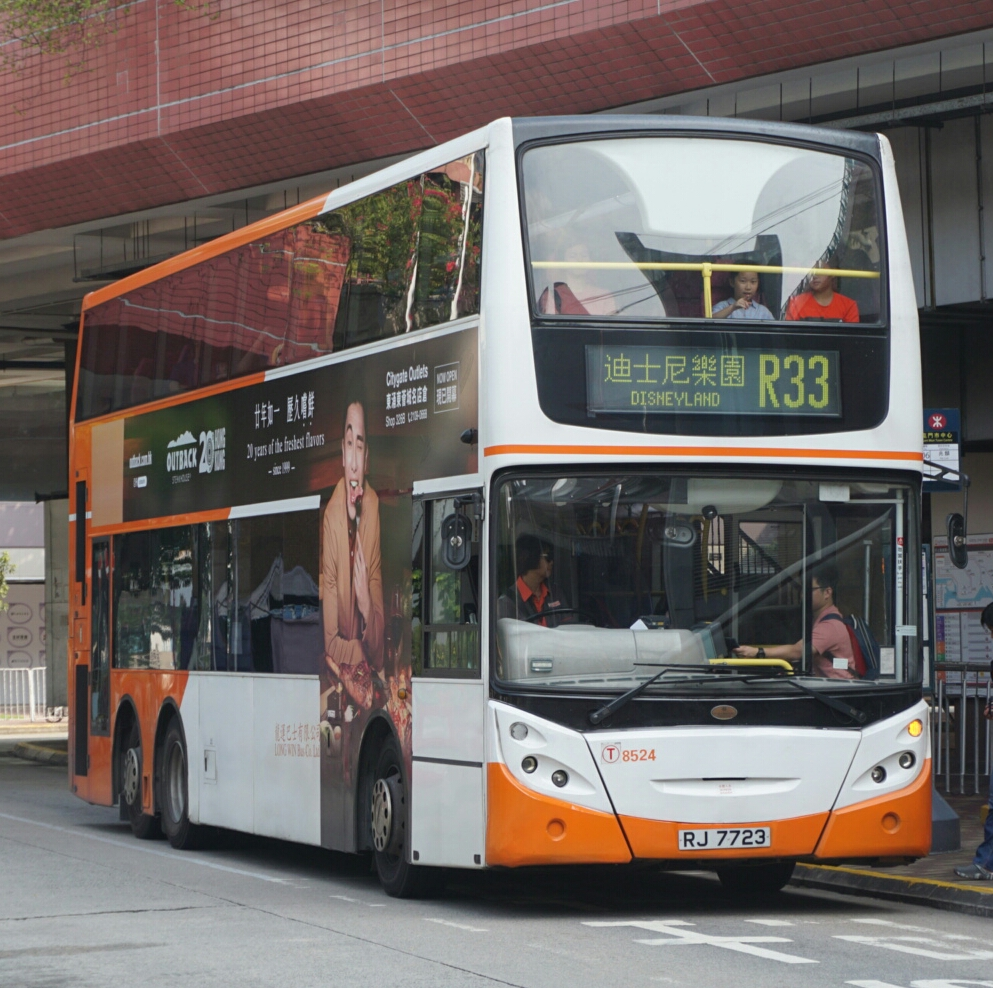
龍運巴士配有符合歐盟5型環保標準引擎的普通版Enviro 500。全數現已轉售九龍巴士。

為提升其服務網路來配合乘客需求，龍運巴士於2005年先後從母公司九龍巴士引入新車，雖然龍運巴士後來轉為載通國際成員，但不少新引入的巴士仍是同出於九龍巴士的新車訂單之內。

#### 801-803
由於運輸署當年要求九龍巴士減少車隊數量；因此九龍巴士採購的第4批12米Enviro 500（車隊編號ATE183、187-232）抵港後需要延遲登記，其中3輛因香港迪士尼樂園開幕，令龍運巴士車隊需求增加，於2005年8月出牌前轉到龍運巴士服役，該3輛巴士配用Voith DIWA864.5D4波箱，被給予車隊編號801至803，為所有龍運巴士現役車隊中唯一一批使用Voith波箱。最初用於行走香港迪士尼樂園R8線，不過R8線的客量越來越少，加上經常只有極少乘客甚至沒有乘客在街上行走的情況，最終龍運巴士將801至803調離R8線，並於2006年加裝行李架，行駛龍運其他路線。
2017年，801-803安裝選擇性催化還原系統，使車輛排放水平提升至歐盟四期標準。801-803於2018年7月全數更換LED光管照明。
801-803於2020年1月全數加設電子路線圖及加設行李架閉路電視。

#### 804-808
2005年底，載通國際為龍運巴士訂購5輛Enviro 500（與ATE257-271屬同一訂單），新車配用ZF 6HP604C波箱，並預先裝上行李架，已於2006年6月20日至7月26日全數出牌及投入服務，車隊編號為601（半客車版）、804-807。為減少燃油消耗，此批車於2007年起廢除Kickdown功能。
2016年，此批車中的半客車版於年驗時更換為玫瑰花紋座椅皮套，原車隊編號601改為808。
2017年，804-808安裝選擇性催化還原系統，使車輛排放水平提升至歐盟四期標準。804-808於2018年7月全數更換LED光管照明。
804-808於2020年1月全數加設電子路線圖及加設行李架閉路電視。

#### 8401-8432(UE4T)
2008年，載通國際為龍運巴士訂購7輛配備歐盟4型引擎的Enviro 500（與ATEU2-10屬同一訂單），規格與九龍巴士的版本相同，並預先裝上行李架，由珠海廣通客車負責組裝車身，採用Vogelsitze System 400/6玫瑰花紋座椅，下層設有行李架，下層仍舊採用太平門，並配Gorba電子顯示屏。全部7輛歐盟四型引擎的Enviro 500新車已於2009年4月中旬起全數付運到港，亦於同年5月19日至10月6日正式出牌及投入服務，車隊編號為6401（半客車版）、8401-8406。
2009年6月，載通國際再為龍運巴士訂購5輛配備歐盟四型引擎的Enviro 500（與ATEU11-36屬同一訂單），車隊編號為6402、8407-8410，後來為解決長遠換車問題，九龍巴士把其中20部新車撥給龍運巴士，成為8411-8430，並有相應數量的普通版丹尼士三叉戟巴士轉往九龍巴士行走。這批巴士使用加裝Topodyn節能程式的ZF 6HP604C波箱，下層太平門改為密封式玻璃，改用Hanover電子顯示屏，上層車頭及下層車箱亦改用新款的路訊通顯示器組件（雖然龍運巴士不會再裝路訊通，但有關組件仍然採用，並不如港鐵巴士般直接略去）。這批車輛由珠海廣通客車負責組裝車身，全數25輛新車已於2009年12月31日至2010年6月8日正式出牌及投入服務。
由於龍運巴士因需開辦新路線，為解決問題而導致車輛不足，龍運巴士由2016年2月向九龍巴士借調兩輛歐盟四型Enviro 500（ATEU2、23）服務，並於2017年7月正式歸還。
除了8407／PB6845、8408／PB6893、8409／PB7275、8410／PB7996及6402／PE7245外，其餘巴士的左右邊車身前方在服役初期曾被貼上橙色的「2010」字樣（全部已於2012年除下）。
2015年，此批車中的半客車版於年驗時更換為玫瑰花紋座椅皮套，原車隊編號6401-6402改為8431-8432。
2018年，原使用Gorba電子顯示屏的8405及8406更換Hanover電子顯示屏；84XX於2018年7月全數更換LED光管照明。
84XX於2020年1月全數加設電子路線圖及加設行李架閉路電視。
8409於2020年6月原舊款Hanover電子顯示屏換上同款橙色LED電子顯示屏；8411於同年10月原舊款Hanover電子顯示屏換上同款橙色LED電子顯示屏；8401和8404於同年9月原Gorba電子顯示屏換上Hanover橙色LED電子顯示屏。
鑑於九龍巴士大量巴士出現退役潮，令車源變得緊張，加上2019冠狀病毒病疫情令龍運大部份路線客量減少而縮減班次，使龍運巴士數目出現過剩現象。經運輸署批准，8401、8403、8405-8409、8411、8412、8413和8415於2020年5月尾暫時借予九龍巴士荔枝角車廠（L），運輸署規定暫時借予巴士只能行走2、12、31B、32、36A、41M、43B及202線，2020年9月1日增加8線。2020年9月1日，8423、8427和8429暫時借予九龍巴士九龍灣車廠（K），運輸署規定暫時借予巴士只能行走1、3B、7、7B、11、21及203E線，以上各車均已於2020年12月正式售予九龍巴士。
8410於2020年11月拆除行李架全車總載客量提升至124人。
鑑於龍運巴士大量投入12.8米普通版本亞歷山大丹尼士Enviro 500 MMC及富豪B8L，令龍運巴士的12米普通版本車輛數目出現過剩現象。8410已於2021年6月正式售予九龍巴士；8402、8421-8422、8424-8425、8428、8431-8432已於2021年10月正式售予九龍巴士；8414已於2021年11月正式售予九龍巴士；8426、8430已於2021年12月正式售予九龍巴士；8404已於2022年1月正式售予九龍巴士。
2024年8月，因應龍運巴士全線車隊重整車隊編號，8416-8420更改車隊編號為UE4T16-20。

#### 8501-8536
2010年6月30日，載通國際為龍運巴士訂購6輛配備歐盟5型引擎的Enviro 500（與ATEE1-5屬同一訂單），後來為解決長遠換車問題，九龍巴士把其中30部新車撥予龍運巴士，並有相應數量的普通版丹尼士三叉戟巴士轉往九龍巴士行走，成為8501-8514、8516-8531，其餘新車（8515、8532-8536）由載通國際直接分配購入。全數36輛新車改用鴻隆電子顯示屏、Vogelsitze System 400/6玫瑰花紋座椅、Ventura車門及ZF 6HP604C波箱，並預先加裝TopoDyn節能程式，亦於上層樓梯後方加裝行李架閉路電視顯示屏。新車同樣由珠海廣通客車負責組裝車身，8501-8533已於2011年5月11日至2012年7月13日期間正式出牌及投入服務，而8534-8536需延遲半年或以上，即2013年1月打後才陸續出牌及投入服務，而本批最後一輛Enviro 500–8536已於2013年4月26日全數出牌及投入服務。
現時該批巴士主要行走機場E線及S線；85XX於2018年7月全數更換LED光管照明；85XX於2020年1月全數加設電子路線圖。
8501於2021年2月拆除行李架全車總載客量提升至124人。
8534於2019年9月11日曾在機場（地面運輸中心）總站起火，其後於2021年7月29日復出時換上Hanover綠色磁翻板電牌。

#### 送舊迎新、轉售九龍巴士
2020年5月起，因此九龍巴士面臨新一波12米巴士（富豪超級奧林比安12米（3ASV））退役潮，令車源變得緊張，同時龍運則因本地新冠肺炎疫情下，政府逐步實施大幅縮減入境人流及限制非本地居民經機場入境，使機場使用人次大減，龍運巴士大幅縮減大部份路線班次，引致車隊過剩，因此安排（8401、8403、8405-8409、8411-8413、8415、8423、8427及8429）連同其他富豪B9TL（701、702、704、706-710）及Enviro500 MMC普通版（9501-9516）轉至九龍巴士行走，主要行走7、12、36A、41M及43B線。並於同年12月正式轉售予九龍巴士，成為九龍巴士的ATEU37-50，同時騰出車隊配額予配備歐盟六型引擎的Enviro500 MMC 12.8米（UE6X）及富豪B8L 12.8米（UV6X）於日後疫情舒緩後填補車隊空缺。
2021年5月至6月、9月至12月及2022年1月，龍運巴士為了騰出車隊配額予配備歐盟六型引擎的Enviro500 MMC 12.8米（UE6X）及富豪B8L 12.8米（UV6X），再將（8402、8404、8410、8414、8421-8422、8424-8426、8428-8432及8501-8536）轉予九龍巴士。

#### 車齡漸高，陸續退役
隨著Enviro500車齡已高，有關型號於2023年起陸續到達18年車齡，並開始踏入退役潮。
首3部配MKI車身的巴士於同年8月正式退役。最後一輛服役龍運巴士的Enviro500（803／MA4413）於同年8月10日該巴士於當日行駛E36線後封車退役，亦標誌著本港再沒有配搭該車身及本公司配搭Voith波箱的Enviro500，亦象徵Transbus系列巴士在香港20年的服務正式完結。
其餘5部配MKII車身的巴士亦因機件問題，於2023至2024年間提早退役。當中807/MK8411在2024年5月至7月行駛期間多次發生意外及故障，包括爆胎、撞毀玻璃、壞冷氣、水滾等。此車在2024年7月初行駛S1線時再次水滾，最終不獲修復，提早一星期退役。而808/ML3941則因為波箱故障，於2024年7月末被除牌，自此香港再沒有使用歐3引擎的Enviro500行走。

### 城巴

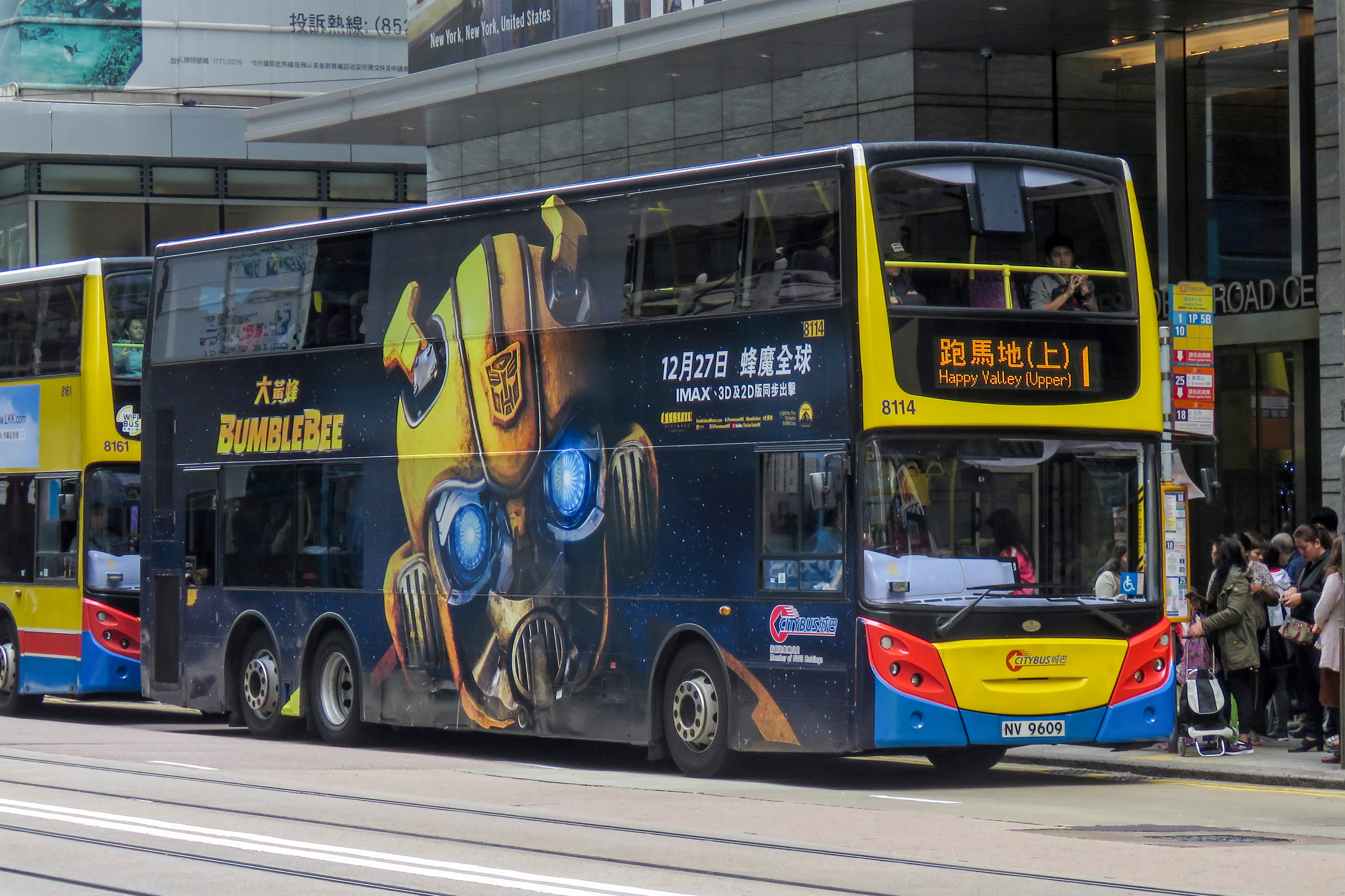
城巴第一批Enviro 500，主要行走市區或過海路線。

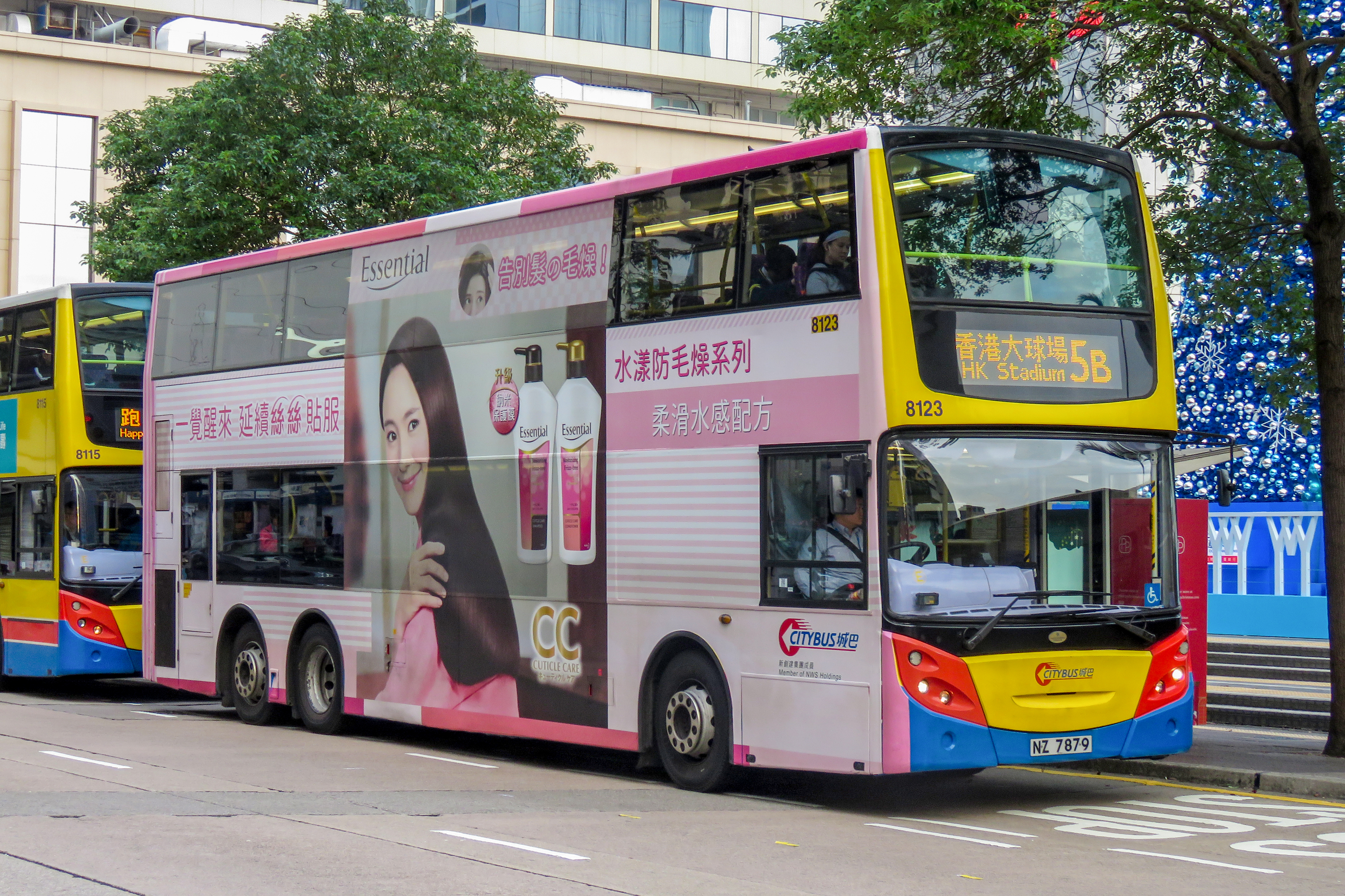
城巴第二批Enviro 500，同樣主要行走市區或過海路線。

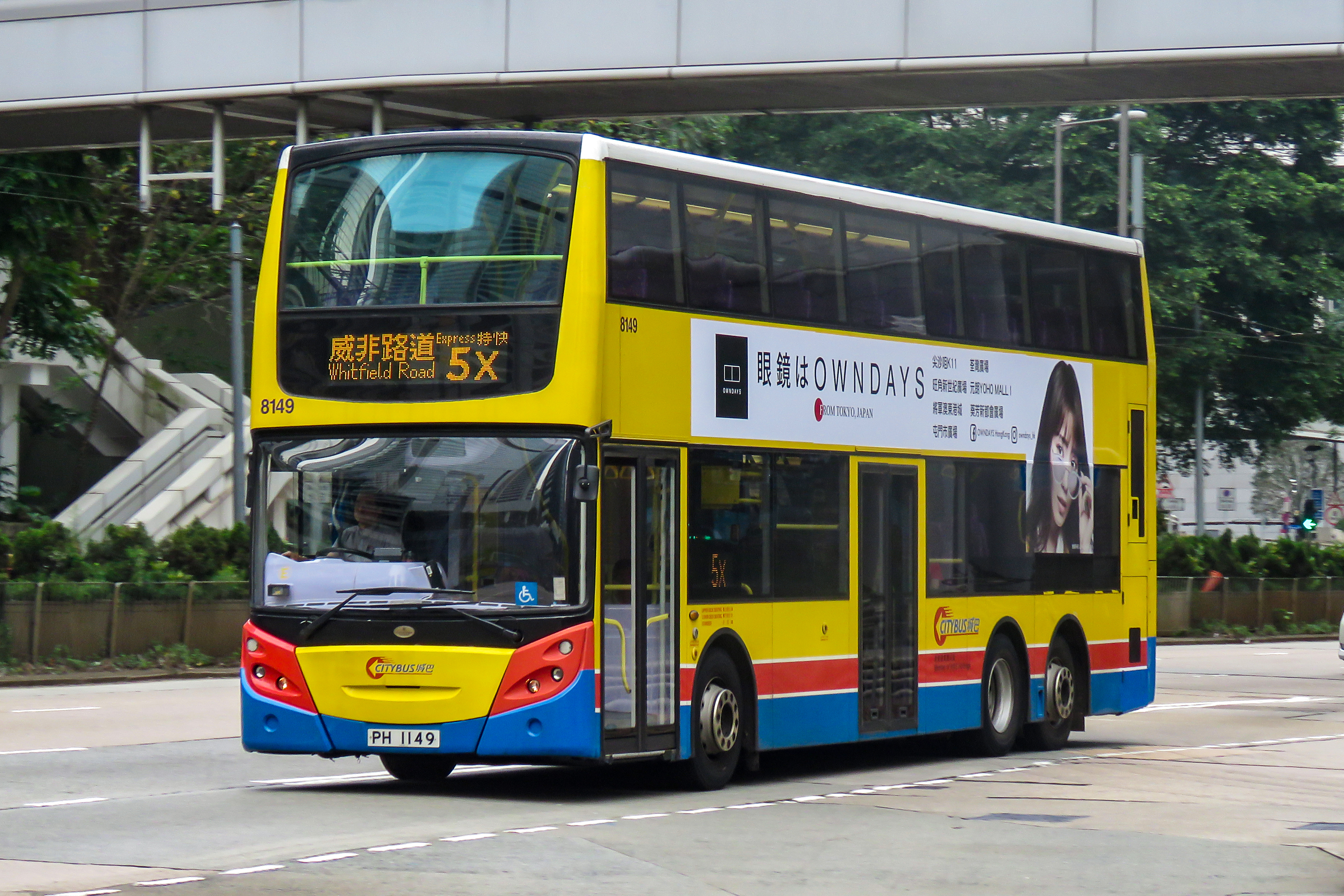
城巴第三批Enviro 500，上層車頭改用新款路訊通顯示器組件

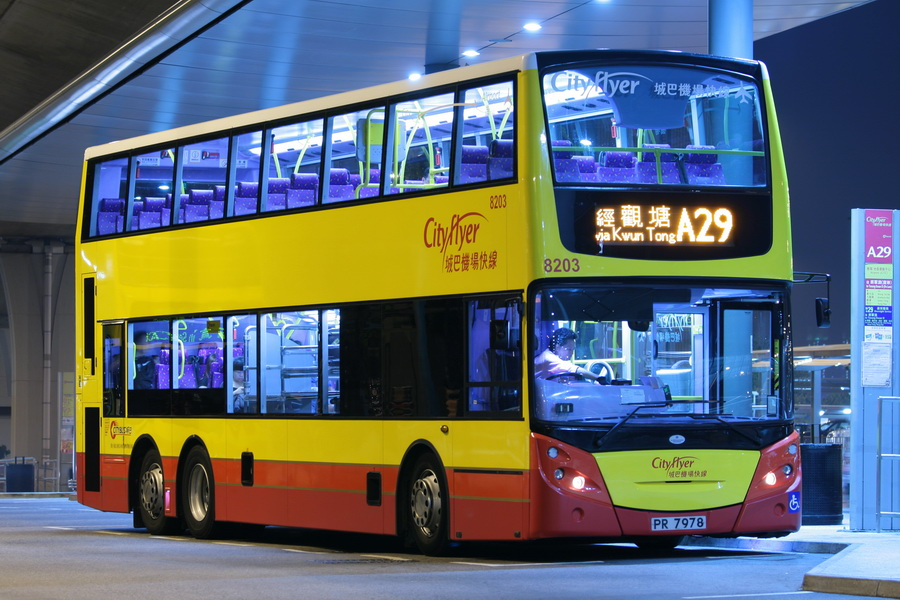
城巴第三批Enviro 500，其中2部（8203-8204）曾安排行走「城巴機場快線」，現時已轉往非專利部服役。

#### 8100-8109
新創建集團於2007年1月訂購28輛12米歐盟4型引擎的Enviro 500，其中10輛為城巴動用購買權而額外增加的訂單，車隊編號定為8100-8109。28部新車中原本計劃新世界第一巴士有9條底盤使用Voith波箱（底盤編號1920-1928），其餘9條底盤則使用ZF波箱（底盤編號1937-1945）；而城巴10條底盤全數使用ZF波箱（底盤編號1960-1969）。但因城巴急需新車投放在深圳灣路線，以致較早訂購原屬新世界第一巴士的底盤被編為城巴之車輛，最終8條原屬新世界第一巴士的Voith波箱底盤（底盤編號1920-1923、1925-1928；即城巴8100-8107）和2條原屬新世界第一巴士的ZF波箱底盤（底盤編號1943及1940；即城巴8108及8109）成為城巴之用車。
巴士的車廂規格與新世界第一巴士5500-5517大致相同，但設有行李架。首批巴士底盤已於2007年9月付運香港，並在新世界第一巴士創富道車廠裝嵌車身，此批巴士已於2007年12月4日至2008年1月25日全數出牌和投入服務，主要被安排行走城巴深西快線B3、B3A、B3X。該批巴士於2016年6月陸續撤離深西快線並主要改為行走南區路線，並成為A10及A17線後備用車，原位置由亞歷山大丹尼士Enviro 500 MMC巴士（8491-8506）補上，該批巴士於2017年8月由營運貳部北區（N）車廠調往營運壹部柴灣（E）車廠管理。同時取代調往黃竹坑（S）車廠管理並改為同樣主力行走南區路線的亞歷山大丹尼士Enviro 500 MMC 11.3米巴士（9100-9109）。
8100-8109於2015年7月全數加設電子路線圖。
8100-8109原LITEVision橙色LED電子顯示屏並於2020年8月已更換Hanover橙色LED電子顯示屏。
此批車輛於牌照到期後將不獲續牌而提早退役。

#### 8110-8127
2008年，新創建集團再購買38輛12米歐盟4型引擎的Enviro 500，其中18輛為城巴版本，油缸被分成兩個並改設於左右中軸前，並已改用曲梯設計，以增加載客量，上層車尾燈經修改，改用Hanover橙色LED電子顯示屏。原訂用於取代行走Cityflyer已逾10年的丹尼士三叉戟12米巴士（21XX）；不久公司因為內部行政問題，決定更改車內佈置，轉為用於取代部份車齡當時已經有16年的利蘭奧林匹克（342-343、346-352、354-356、358-360，部份已續期至2010年正式退役，而344、353、357已轉為非專利服役）及火災焚毀而直接退役的猛獅NL262（1512）；改用曲梯設計的12米Enviro 500載客量達129人（上層55座位、下層31座位及43企位）。
新創建集團鑑於在柴灣車廠裝嵌巴士時造成底盤混亂及令車廠空間不足，為了降低成本，亞歷山大丹尼士車廠決定將裝嵌工序由香港北移至深圳，並於2008年7月9日與深圳五洲龍汽車有限公司訂下組裝車身之協議。因此這批巴士連同新世界第一巴士的首20輛11.3米版本同型號巴士，一同由深圳五洲龍汽車有限公司負責組裝車身。
五洲龍原本在暑假發出新聞稿聲稱能於2008年底付運，可是新創建後來發現完成裝嵌的巴士不能通過防水測試，馬上拒絕驗收車輛，並要求五洲龍重新檢查整批巴士及作補救工作，不過，問題延至2009年農曆新年後仍然未能解決，新創建遂決定安排先將屬於城巴的巴士由2009年3月開始運往本港，再由城巴派出技術人員解決問題。首3部巴士最終延至5月中旬才正式準備妥當，不過在正式載客前，又發現出現零件對調的情況，這是由於工程人員在裝配錢箱時，誤將新巴和城巴的錢箱對調配上。由於新巴與城巴的錢箱匙膽並不相同，故又需重新裝配延至月底才正式出街載客。這批Enviro 500 12米巴士車隊編號為8110-8127，已於2009年4月27日至12月3日全數出牌及投入服務，初期主要行走過海路線102，118及619號線；2009下半年陸續加入行走其他路線；現時主力行走東區路線。
8110-8127於2015年7月全數加設電子路線圖。
此批車輛於牌照到期後將不獲續牌而提早退役。

#### 50900-50901、51000-51074（8128-8202、8204、26）

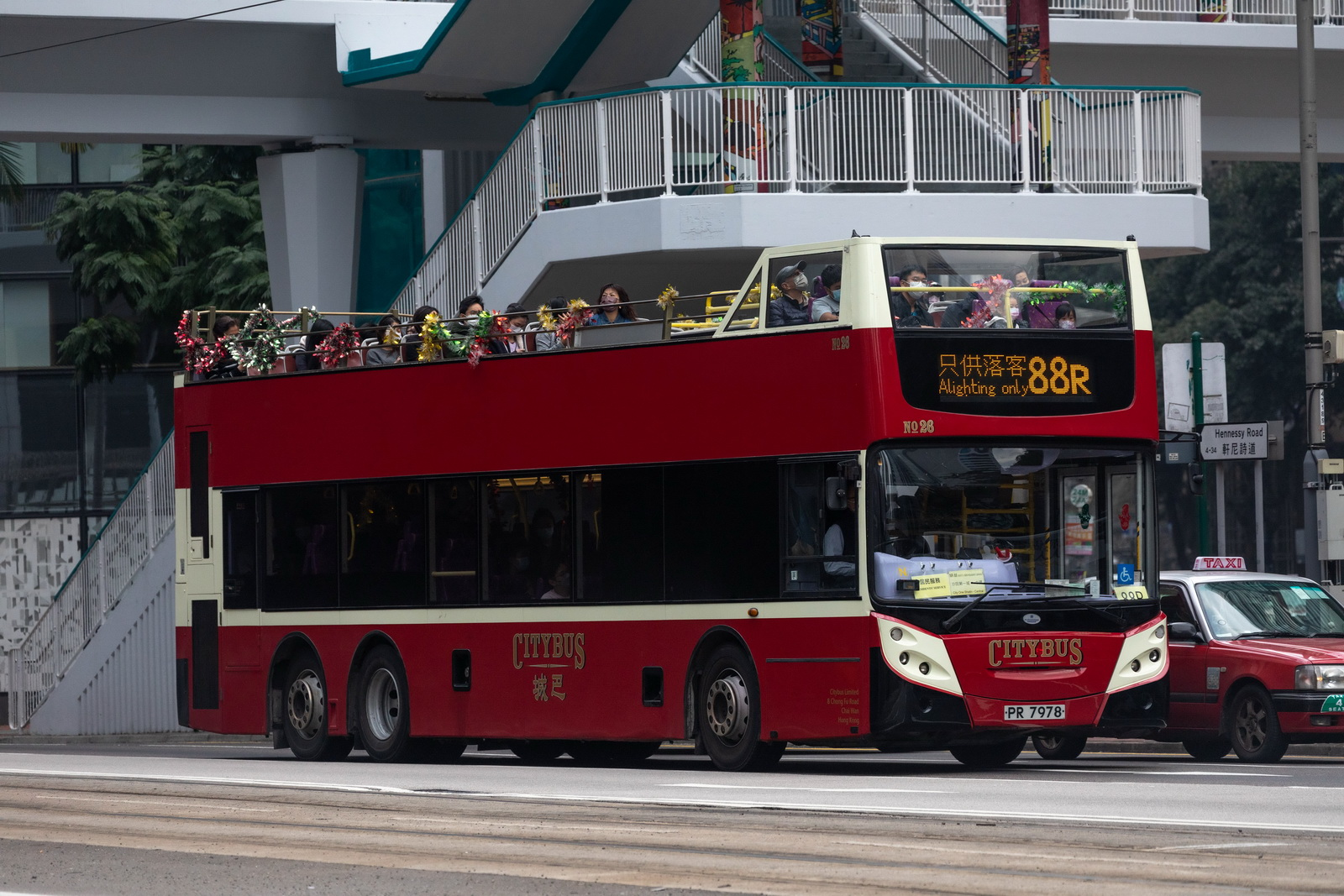
已改為開篷巴士的原8203（現車隊編號26）

2009年6月至2010年4月期間，新創建集團分三批為城巴及新世界第一巴士購買101輛歐盟5型引擎的Enviro 500 12米，城巴原定分到81輛新車，後來將其中4輛新車改撥予新世界第一巴士（即是其後的5518-5521，已於2023年7月1日過渡至城巴），令投入城巴服務的新車減少至77輛。新車沿用曲梯設計及設有兩個油缸，但上層車頭改用新款路訊通顯示器組件，下層電視屏幕預留更大空間，波箱預裝Topodyn節能程式。全面取代餘下車齡已經有17-20年或嚴重意外而正式退役的12米（361-382、389、390、392、394、395）、11米（118、119、121、125-128、199）及10.4米（208、210、212、213、214、217-220、226、228、231-234、238）的利蘭奧林匹克及只有16至近17年車齡的頭兩批富豪奧林比安（396-412、416、417）。這批車輛於2010年4月起陸續到港，全數新車並於同年5月4日至2011年1月18日正式出牌和投入服務，車隊編號為8128-8204。此批巴士繼續由深圳五洲龍汽車負責組裝車身（該批亦是最後一批由五洲龍組裝的車輛），現時該批巴士主要行走市區或過海路線。
車隊編號8197-8202於初出牌時獲分配到營運貳部北區（N）車廠，是繼首批Enviro 500巴士（8100-8109）後，該廠再度接收的同型號巴士；其後於2011年2月起，8194-8196亦改為北區（N）車廠所屬巴士；此外，2012年7月至12月因年事已高而直接退役的富豪奧林比安（413-415、422-425、505-510），8181-8193亦陸續由原有營運壹部柴灣（E）車廠，改為營運貳部北區（N）車廠所屬巴士，現時主要行走170、182、307、681、930、962系、967系、969系路線；後來城巴火炭車廠於2014年1月1日搬遷至西九龍，8181-8202亦於同日起改屬營運壹部柴灣（E）車廠，在日常車務安排上仍優先調派行走新界區過海隧道巴士路線。
車隊編號8203及8204於2011年1月出牌後被編往東涌廠（T），以取代分別因交通意外及焚毀而直接退役的猛獅NL262（1560）及丹尼士三叉戟（2111），唯初期並未有安裝行李架，故主要行走不途經機場的E21A線。到了2011年9月，因配合城巴機場快線A29線的開辦，及解決當時城巴機場快線車隊嚴重車荒的情況，城巴在兩車下層車廂裝上行李架、Webus Wi-Fi上網設備及塗上城巴機場快線車隊塗裝，並派往行走A29線。由於城巴機場快線客車版E50D（8000-8065）已陸續投入服務，該2部巴士已於2013年12月底拆除行李架，現時主要行走E21A線和S52線。因應W1線於2020年7月19日取消，導致營運貳部東涌廠（T）車隊過剩，8203於2020年10月調往非專利部被改裝成開篷巴士，以取代披上Panda Bus全車身廣告的丹尼士三叉戟三型12米開篷巴士（25），並更改車隊編號為（26）及噴上與8222相同的復古色彩，8204於2021年10月調往城巴非專利部服役，於2023年8月被改裝成開篷巴士，並更改車隊編號為（50901）。2022年10月，運輸署批准26（前8203）行走人力車觀光巴士路線。同年10月22日，該巴士行走特別路線H1W線。50901投入服務後可行走人力車觀光巴士路線，同年12月25日行走特別路線H2K線。
8128-8204於2015年7月全數加設電子路線圖。
於2023年10月1日起，城巴車隊編號更改，26改為50900，8204改為50901，8128-8202更改為51000-51074。

#### 50000-50030、51075-51152、T46-T49（8205-8317）

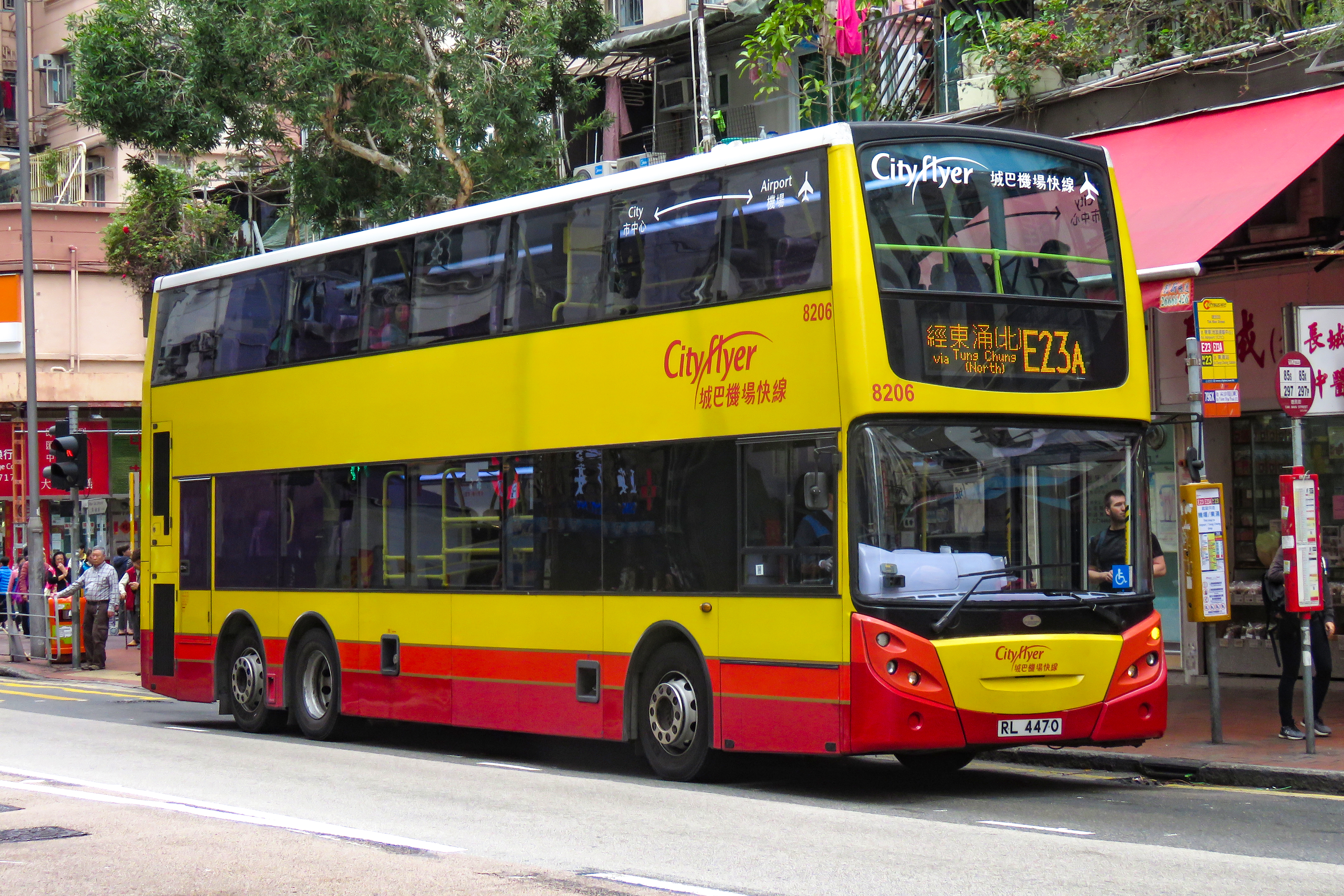
城巴第四批Enviro 500，其中3部（8205-8207）出廠時已安裝行李架，後來城巴機場快線車隊仍然不足，故此改屬城巴機場快線車隊之成員，現時已拆除行李架並轉往非專利部服役。

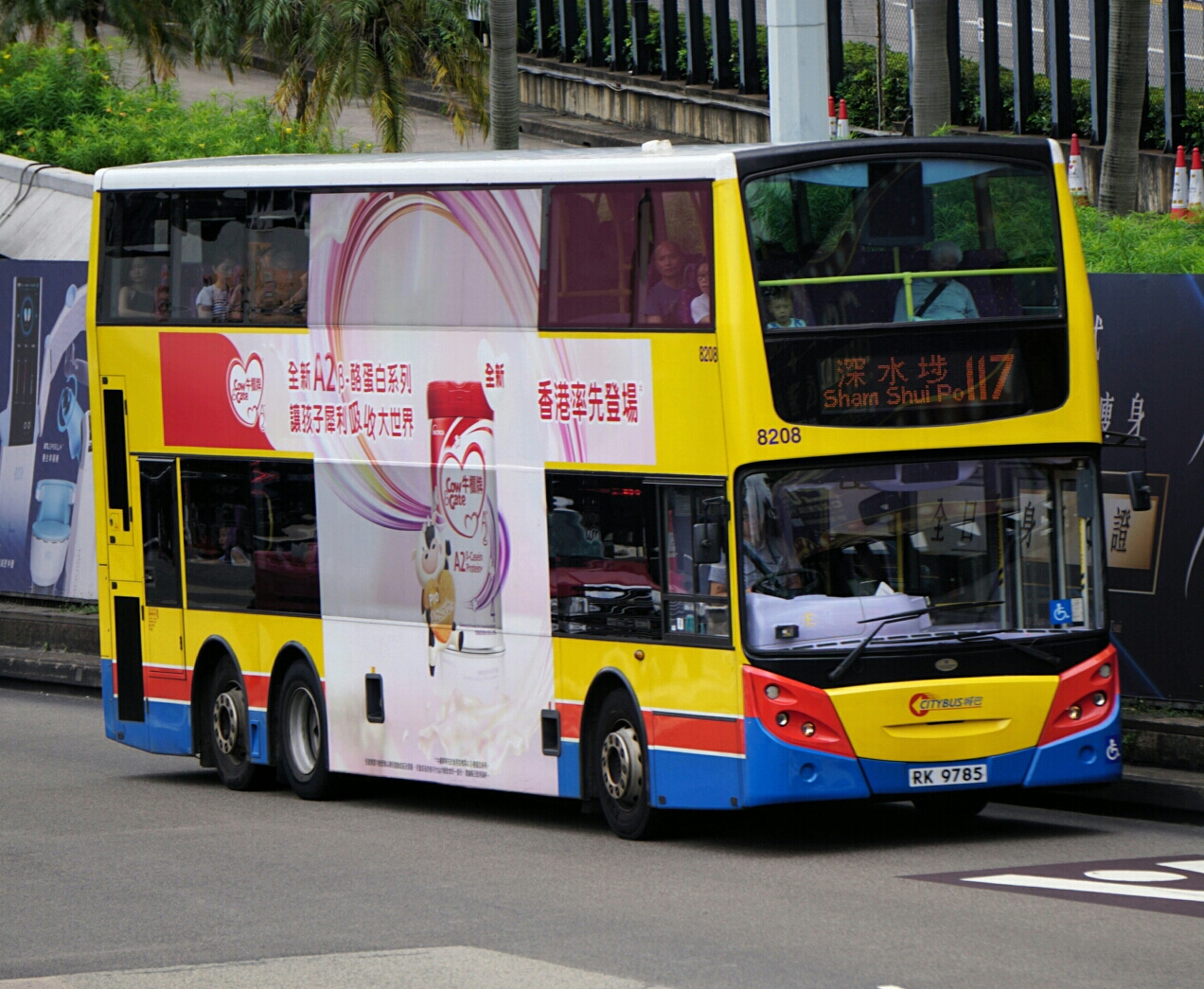
城巴第四批Enviro 500，取消上層車頭路訊通顯示器組件。

2011年6月，新創建集團為城巴購買116輛歐盟5型引擎的Enviro 500 12米，其中113輛之車隊編號定為8205-8317，然而其中2輛被轉讓予新世界第一巴士（即是其後的5555-5556，已於2023年7月1日過渡至城巴，並已於2020年改成訓練巴士）。該115部新車繼續沿用上一批車的設計和配備，但取消了上層車頭電視組件，同時加設電子路線圖及TelarGo報站系統，及改用日本電裝GD4（4個散熱風扇）空調系統，並會改由珠海廣通客車負責組裝車身，取代車齡已經有17-18年或嚴重意外而直接退役的12米富豪奧林比安（413-415、420、422-425、427-430、431-460）、丹尼士巨龍（802-807、809-813、815-819、822-845、850、854）及丹尼士三叉戟（2259、2303），另填補於2011年9月至翌年1月正式退役的富豪奧林比安（418、419、421、426、434）及丹尼士巨龍（808）。這批車輛已於2012年6月4日至2013年3月8日全數出牌及投入服務；其中3輛（8205-8207）於出廠時已安裝行李架、Webus Wifi上網設備及塗上城巴機場快線車隊塗裝，並派往行走機場A線，以抒緩城巴機場快線車荒情況。直至2017年10月，因有25輛新出牌的12.8米客車版亞歷山大丹尼士Enviro 500 MMC（6812-6836）投入服務，該3部巴士已於2020年6月拆除行李架，改為主要行走E線，及後轉往城巴非專利部服役，而8205更改裝為開蓬巴士（最終改為8203改裝）。
8208-8317出牌時全數編往營運壹部柴灣（E）車廠，其後8208-8218共11輛於2013年2月中調往營運貳部北區（N）車廠，其中10輛是與富豪奧林比安556-565對調所屬車廠、另1輛為取代火災焚毀而正式退役的丹尼士三叉戟三型（2303）而轉廠。同年7月，8219-8240共22輛亦交由營運貳部北區（N）車廠管理，同時有20輛原屬北區車廠管理的富豪奧林比安巴士（566-585）調到柴灣車廠、另2輛為開辦深西快線B3M 而轉廠。2016年5月，8225-8240再度調往柴灣車廠管理，同時有16輛原屬柴灣車廠管理的亞歷山大丹尼士Enviro 500 MMC（8491-8506）調到北區車廠（N）管理。2014年8月至2016年8月，因柴灣車廠管理的富豪奧林比安11米（9021-9042）調往黃竹坑車廠（S）行走南區路線直至退役，同時有17輛新出牌的亞歷山大丹尼士Enviro 500 MMC（6368-6384）被編為北區車廠（N）管理。直至2016年8月，餘下的8208-8224全數調往柴灣車廠管理。
2020年4月，有網上消息指其中31輛本批次的巴士（8205-8235）將轉往城巴非專利部服役，因應2019年11月因被示威者縱火的Enviro 500 MMC 12.8米（6448）而退役，城巴急需替代車隊，最終8235廷至於2023年10月轉往非專利部；因應W1線於2020年7月19日取消，導致營運貳部東涌廠（T）車隊過剩，8205-8207其中三部由營運貳部東涌廠（T）減少車隊數量而轉往城巴非專利部服役，而8223已於同年8月1日首航88R線。當中8206、8222（原計劃為8207）更獲翻噴復古塗裝，8207則保留城巴機場快線車隊塗裝。
後來，因應香港政府資助更換歐盟三期引擎的商業車輛計劃，5555、5556於2020年6月改裝成新創建集團（現稱城巴）訓練巴士，以取代3輛富豪超級奧林比安12米巴士。另外，8236-8239於2023年8月改裝成訓練巴士(T46-T49)取代4輛青年JNP6105GR10.5米單層低地台巴士。
於2023年10月1日起，城巴車隊編號更改，8205-8235改為50000-50030，8240-8317更改為51075-51152。

#### 51153-51154（8318、8319）
2012年2月，新創建集團再為新世界第一巴士購買28輛歐盟5型引擎的Enviro 500。原定全數分配予新世界第一巴士（即是其後的5557-5582，已於2023年7月1日過渡至城巴），後來其中2輛轉讓至城巴，並有相應數量的Enviro500 12米巴士（5555-5556）轉往新世界第一巴士行走；由於新款的Enviro 500 MMC未能配合要求的交貨期，故該批車沿用舊Trident底盤設計及Enviro 500Mark II車身。新車繼續採用曲梯設計及兩個油缸、取消上層車頭的電視組件，並加設電子路線圖及TelarGo報站系統，但改用日本電裝GD4（4個散熱風扇）空調機。本批車繼續由珠海廣通客車負責組裝車身，此批新車亦是全球最後一批採用舊款設計的Enviro 500。這批巴士已於2013年3月8日全數出牌及投入服務。
於2023年10月1日起，所有車輛車隊編號改為51153-51154。

### 新世界第一巴士

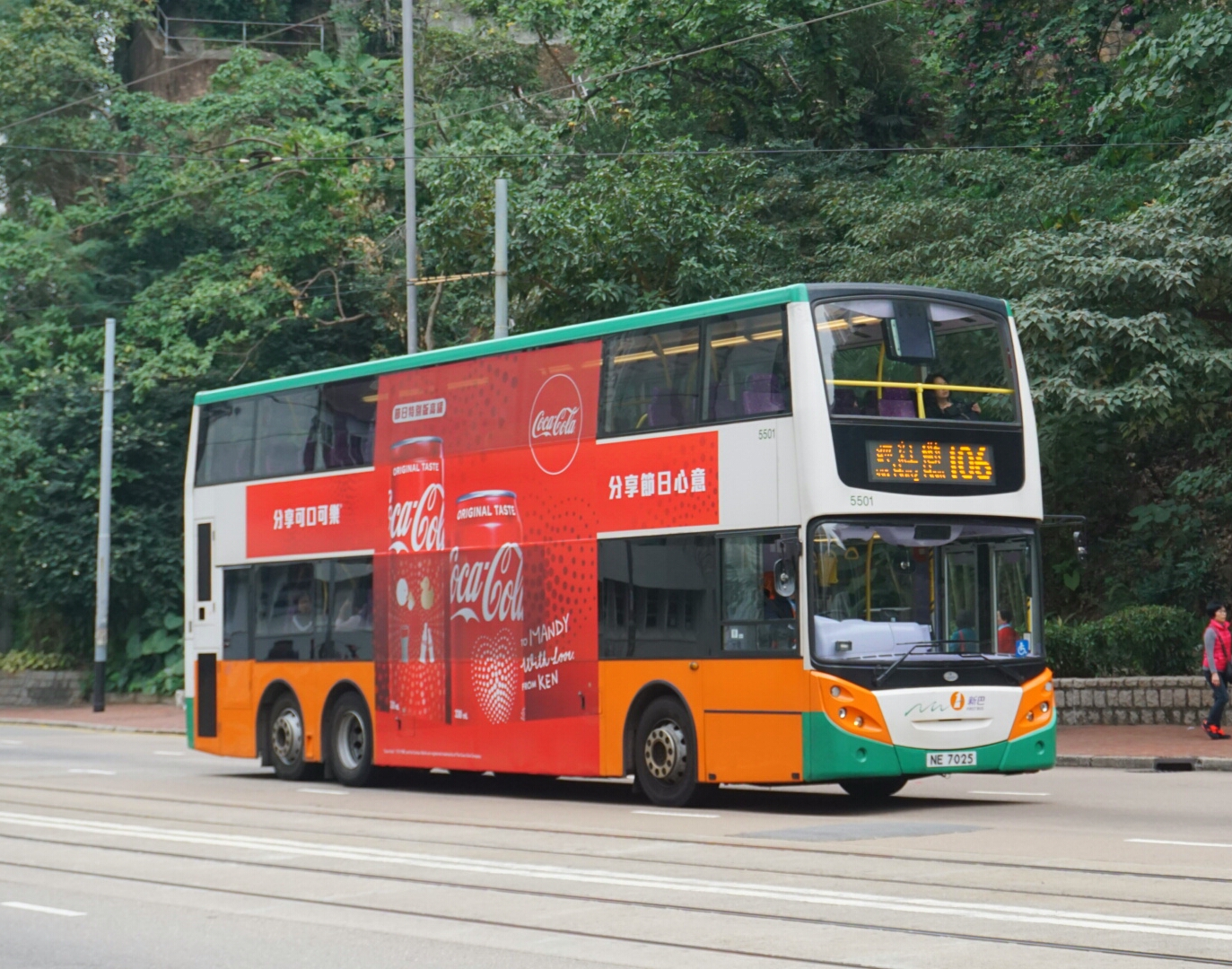
新世界第一巴士第一批12米Enviro 500。

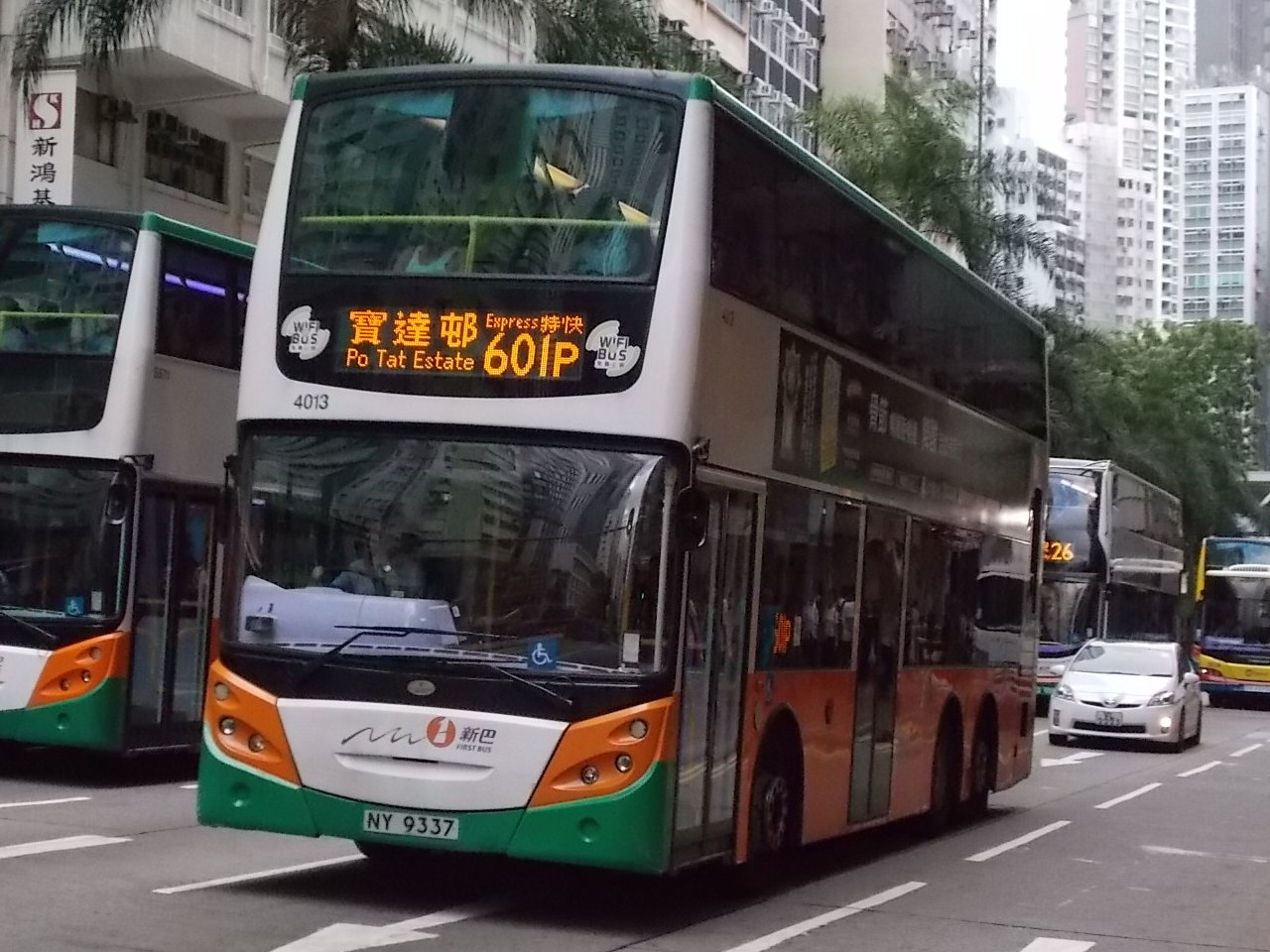
新世界第一巴士第二批11.3米Enviro 500（4020-4039）。

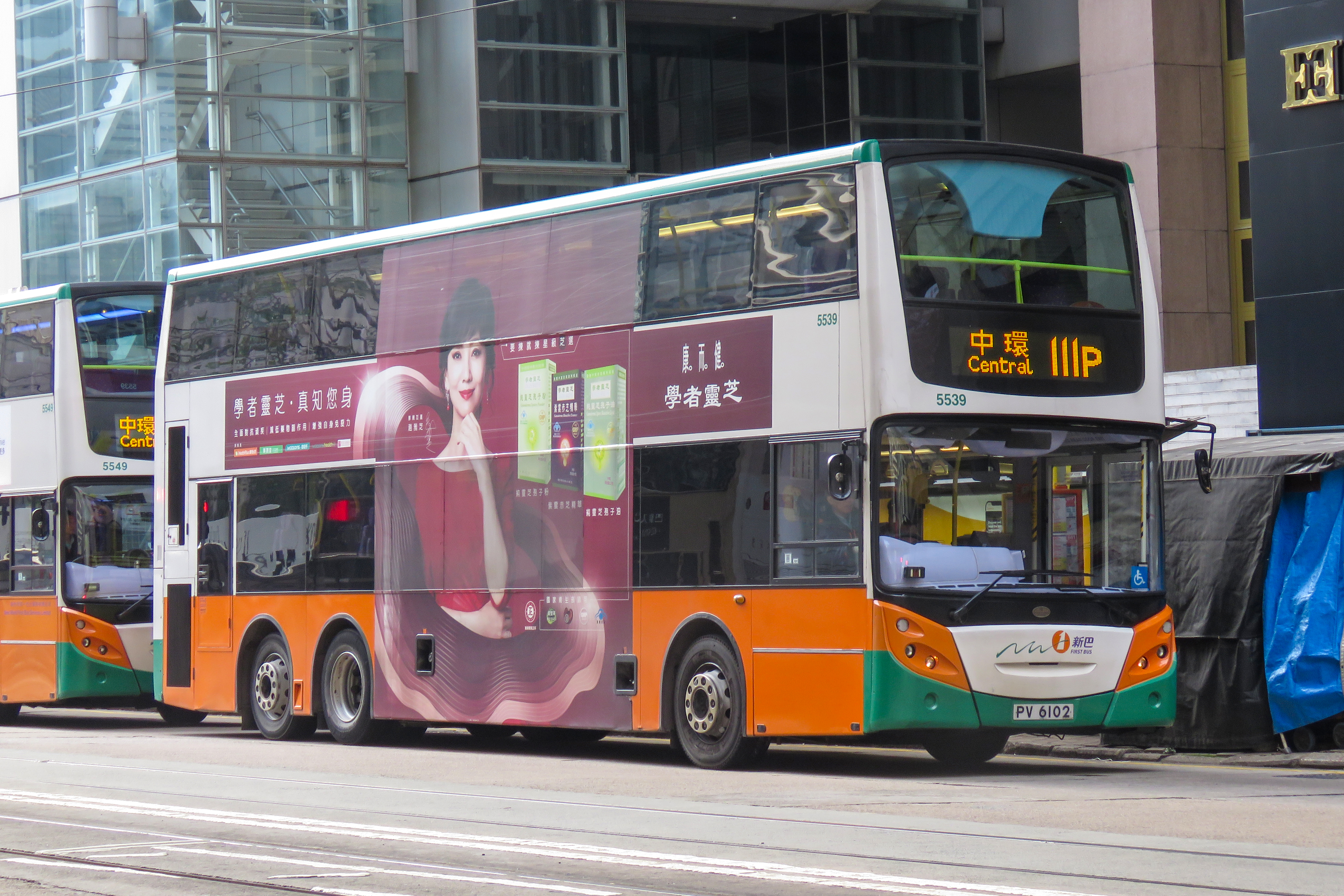
新世界第一巴士第二批12米Enviro 500（5518-5541）。

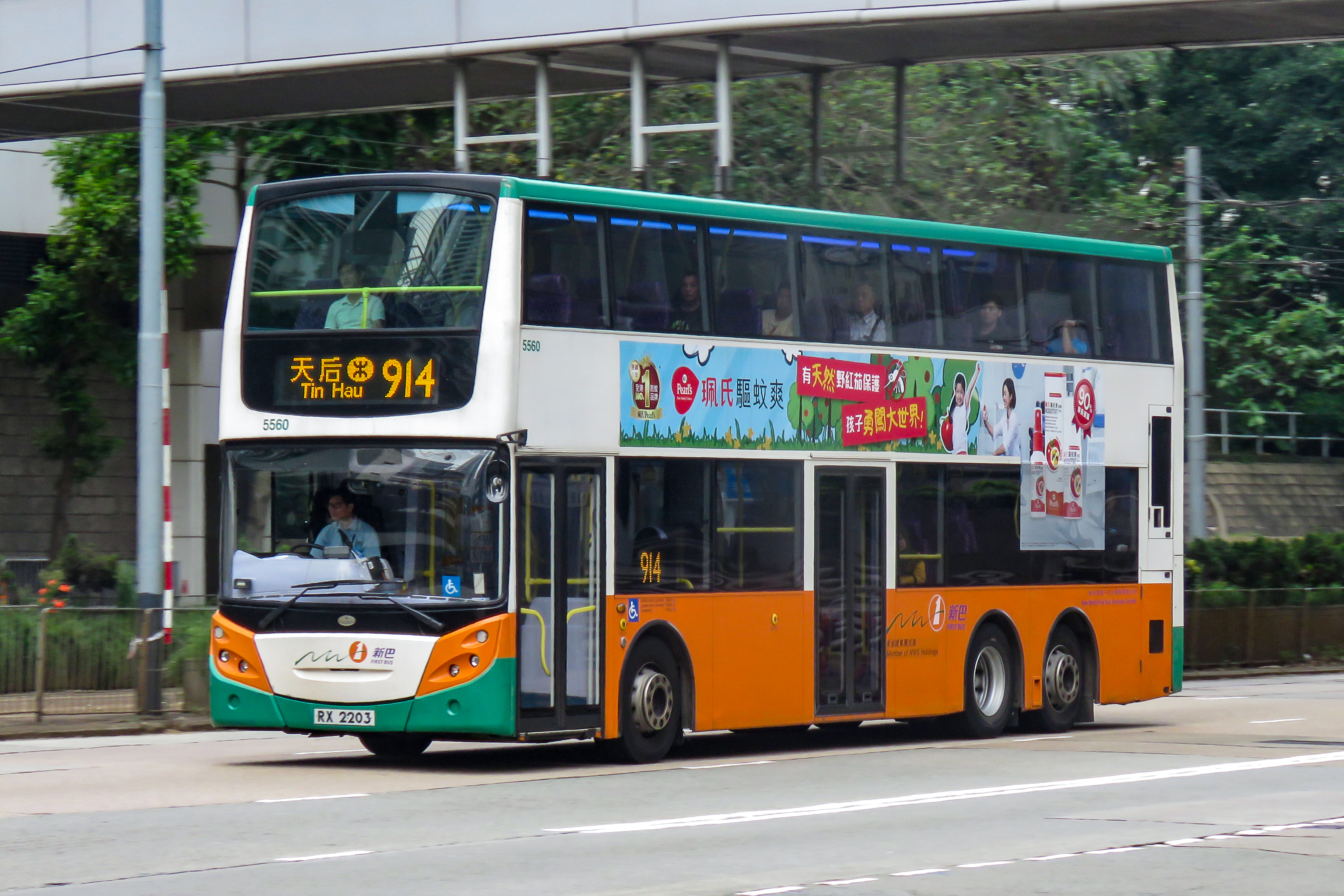
全球最後一批舊款設計Enviro 500，屬新世界第一巴士擁有（5555-5582）。

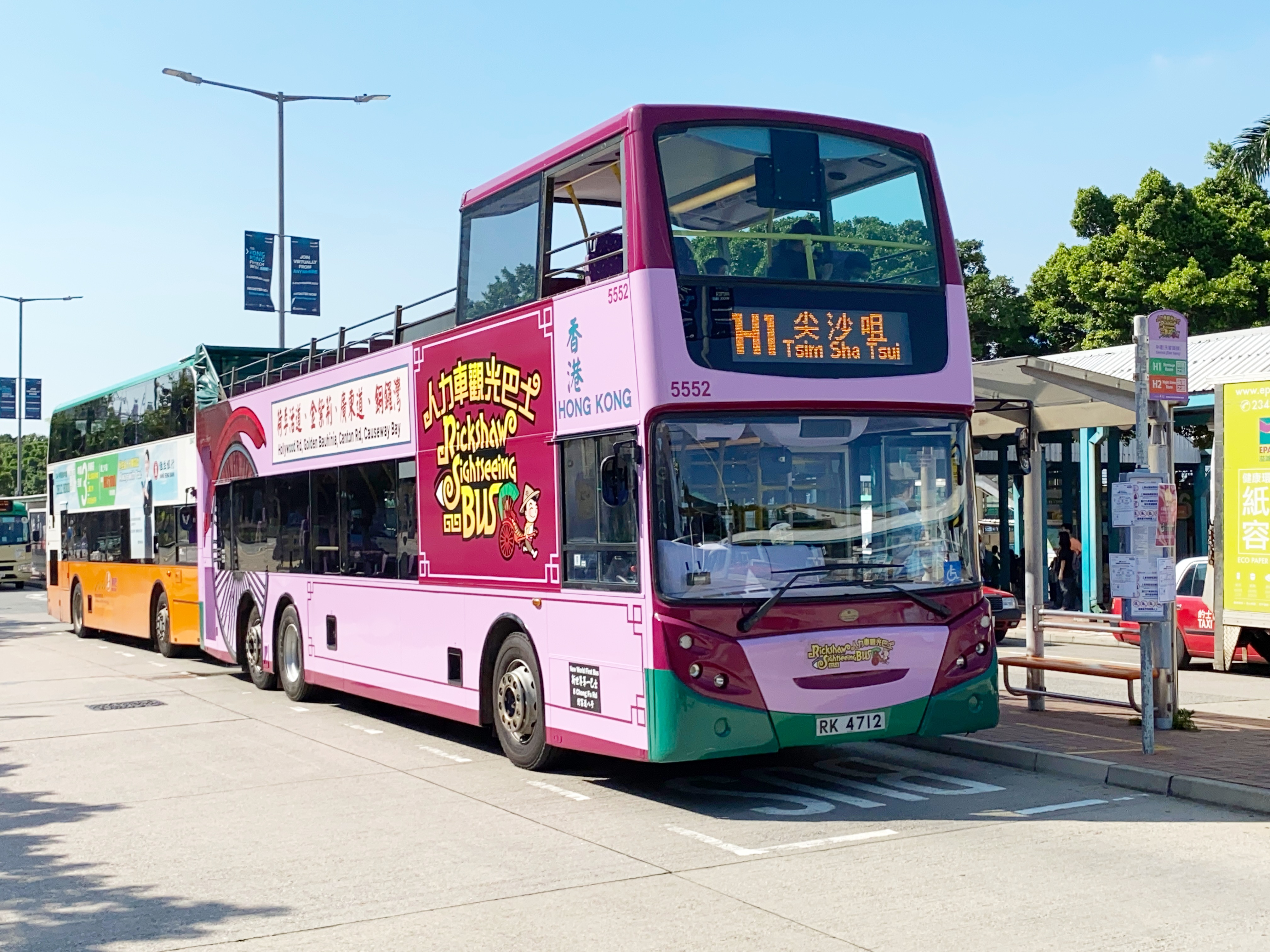
新世界第一巴士第三批Enviro 500（5542-5554），其中5550-5552於2020年改裝為開蓬巴士，行走H1和H2線。

#### 5500-5517
新創建集團於2007年1月訂購28輛12米歐盟4型引擎的Enviro 500，其中18輛屬於新世界第一巴士（新巴）（編號為5500-5517），用以取代部份因年事已高而正式退役的利蘭奧林匹克（LA1-5）及丹尼士禿鷹（DA15、18、20、24-26、31-36、DM6）。這批在新世界第一巴士柴灣創富道車廠組裝車身的巴士，除了AdBlue入口位置不同、車尾裝設了倒車閉路電視及中門改為橫推式外，車身及引擎規格與九龍巴士的ATEU1大致相同。新世界第一巴士的18部新車原計劃有9部使用Voith DIWA864.5D4波箱（底盤編號1920-1928），其餘9部則使用ZF波箱（底盤編號1937-1945），但由於城巴急需新車投放深圳灣的路線，故此較早運抵香港的新世界第一巴士底盤被撥予城巴，而城巴動用額外購買權增購的10條底盤（底盤編號1960-1969）則全數歸納新世界第一巴士所有。最終5500維持使用Voith波箱（底盤編號1924），5501-5507為新世界第一巴士訂單下採用ZF波箱的新車（底盤編號1937-1939、1941、1942、1944、1945），5508-5517則為城巴訂單下的新車。車廂使用淺紫色配以紫色坐椅，並設有4個閉路電視，使用Litevision橙色電子顯示屏。其中17輛巴士於2008年2月至5月開始投入服務，另外一輛編號5504的巴士，則於2008年4月至5月在澳洲進行測試及出席當地商業車展覽作推銷示範，然後於同年6月返港並投入服務；現時該批巴士主要行走市區及過海路線。
5500-5517於2015年7月全數加設電子路線圖。
5500-5517原LITEVision橙色LED電子顯示屏並於2020年8月已更換Hanover橙色LED電子顯示屏。
此批車輛於牌照到期後將不獲續牌而提早退役。

#### 4000-4019
2008年，新創建集團再購買38輛歐盟4型引擎的Enviro 500，其中20輛屬於較短的11.3米版本為新世界第一巴士所有，這亦為全球首批11.3米版本的Enviro 500。波箱配備為Voith D864.5。由於此批巴士車身較短，油缸被分成兩個並設於左右中輪之前，並已改用曲梯設計，以便提供輪椅停放位，用以取代餘下20部因年事已高而正式退役的利蘭奧林匹克（LA6-25）巴士。巴士連同城巴的18輛12米版本同型號巴士一同由深圳五洲龍汽車負責組裝車身。這批巴士陸續於2009年7月開始抵港，車隊編號定為4000-4019，已於同年7月28日至10月14日全數出牌及投入服務。
4000-4019於2015年7月全數加設電子路線圖。
此批車輛於牌照到期後將不獲續牌而提早退役。

#### 41000-41019（4020-4039）
2009年6月，新創建集團為新世界第一巴士購買20輛歐盟5型引擎的Enviro 500，同樣是屬於較短的11.3米版本。巴士車隊編號定為4020-4039，規格與4000-4019大致相同，惟波箱改為ZF 6HP604C，並加裝Topodyn節能程式。車輛沿用曲梯設計及兩個油缸，但上層車頭改用新款路訊通顯示器組件，下層電視屏幕預留更大空間，而下層輪椅位置新增一條扶手。外觀方面，油缸及AdBlue入口不設掩蓋。這批巴士繼續由深圳五洲龍汽車負責組裝車身（該批亦是最後一批由五洲龍組裝的車輛），並於2010年3月17日至4月21日全數出牌並投入服務。用以取代其中8部因年事已高而正式退役的丹尼士禿鷹（DA37-40、46、50、52、54）巴士，另填補因開辦人力車觀光巴士而改裝的富豪奧林比安（VA51-55）巴士而流失的車源。該批巴士投入服務初期主要行走2、2A、8、8P、23、722、109、113、904、641線；直至2012年下半年，才擴展至南區路線行走。
4020-4039於2015年7月全數加設電子路線圖。
於2023年7月1日起，所有車輛已過渡至城巴，車隊編號改為41000-41019。

#### 51155-51178（5518-5541）
2009年6月至2010年4月期間，新創建集團分三批為城巴及新世界第一巴士購買101輛歐盟5型引擎的Enviro 500 12米，新巴原定分到20輛新車，後來城巴把其中4部新車（5518-5521）撥予新世界第一巴士，令該批新車數量增至24輛。這批車是全屬於12米版本，編號為5518-5541，用以取代其中11部因年事已高或火災焚毀而直接退役的富豪奧林比安（VA2、7-8、12、15-18、21-23、57）及12部丹尼士禿鷹（DA41-45、47-49、51、53、55-56）。這批車跟城巴車隊的12米Enviro 500一樣採用曲梯設計及兩個油缸，上層車頭改用新款路訊通顯示器組件，改用Hanover橙色LED電子顯示屏，下層電視屏幕預留更大空間，並由深圳五洲龍汽車負責組裝車身（該批亦是最後一批由五洲龍組裝的車輛）。這批巴士已於2011年1月25日至5月17日全數出牌及投入服務，以更新派車質素；現時該批巴士主要行走市區及過海路線。
5518-5541於2015年7月全數加設電子路線圖。
於2023年7月1日起，所有車輛已過渡至城巴，車隊編號改為51155-51178。

#### 51179-51188、59900-59902（5542-5554）
2011年6月，新創建集團再為新世界第一巴士購買13輛歐盟5型引擎的Enviro 500，這批車是全屬於12米版本，編號為5542-5554，用以取代其中13部因年事已高而直接退役的富豪奧林比安（VA1、3-6、9-11、13-14、19-20、24）。這批車繼續改用城巴車隊的曲梯設計及兩個油缸，並沿用日本電裝GD3（5個散熱風扇）空調機，但取消了上層車頭的電視組件，同時加設電子路線圖及TelarGo報站系統，並已改由珠海廣通客車負責組裝車身。這批巴士已於2012年5月21日至29日全數出牌及投入服務，繼續投放於市區及過海路線。
2020年，5550-5552己轉為開蓬巴士，及塗上人力車觀光巴士圖案。
於2023年7月1日起，所有車輛已過渡至城巴，車隊編號更改，5550-5552改為59900-59902，5542-5549、5553、5554更改為51179-51188。
2024年，5550-5552被更換與Enviro 500 MMC舊款車身的同款車咀。

#### T38、T39（5555-5556）
2011年6月，新創建集團為城巴購買116輛歐盟5型引擎的Enviro 500 12米，原定全數分配予城巴（即是其後的8205-8317），後來把其中2輛轉讓予新世界第一巴士。該2部新車繼續沿用上一批車的設計和配備，但取消了上層車頭電視組件，同時加設電子路線圖及TelarGo報站系統，及改用日本電裝GD4（4個散熱風扇）空調系統，並會改由珠海廣通客車負責組裝車身，取代其中部份因年事已高而正式退役的富豪奧林比安（VA31-36、38-40、42-43、46-48）、丹尼士禿鷹11米（DA57-58、60、64）、以及4輛前空運貨站丹尼士巨龍12米（DA93-96），另填補因車齡已達18年並已於2013年1月直接退役的富豪奧林比安（VA25-30）共6輛巴士的空缺。這批巴士已於2013年1月29全數出牌及投入服務，繼續投放於市區及過海路線。
後來，因應香港政府資助更換歐盟三期引擎的商業車輛計劃，兩車均於2020年6月改裝成新創建集團（現稱城巴）訓練巴士(T38、T39)，以取代3輛富豪超級奧林比安12米巴士。
於2023年7月1日起，所有車輛已過渡至城巴，車輛編號維持不變。

#### 51189-51208、T40-T45（5557-5582）
2012年2月，新創建集團再為新世界第一巴士購買28輛歐盟5型引擎的Enviro 500，這批車是全屬於12米版本，編號為5557-5582。然而其中2輛被轉讓城巴（即是其後的8318-8319），以填回由城巴轉讓予新世界第一巴士的5555-5556而造成車隊空缺，因此實際上只有26輛，由於新款的Enviro 500 MMC未能配合要求的交貨期，故該批車沿用舊Trident底盤設計及Enviro 500Mark II車身。新車繼續採用曲梯設計及兩個油缸、取消上層車頭的電視組件，並加設電子路線圖及TelarGo報站系統，但改用日本電裝GD4（4個散熱風扇）空調機，由於車軨蓋未能及時出產，此批車輛投入服務初期未有裝上車鈴蓋，現時所有車輛俱已裝回車鈴蓋。本批車繼續由珠海廣通客車負責組裝車身，此批新車亦是全球最後一批採用舊款設計的Enviro 500。
此批新車用以取代其中部份因年事已高而正式退役的富豪奧林比安（VA31-36、38-40、42-43、46-48）、丹尼士禿鷹11米（DA57-58、60、64）、以及4輛前空運貨站丹尼士巨龍12米（DA93-96），另填補因車齡已達18年並已於2013年1月直接退役的富豪奧林比安（VA25-30）共6輛巴士的空缺。這批巴士已於2013年1月29日至同年5月20日全數出牌及投入服務，繼續投放於市區及過海路線。在2014年4-6月，5567-5582行走720線以測試實時通訊系統。
後來，因應香港政府資助更換歐盟三期引擎的商業車輛計劃及加強培訓車長，5557-5558、5574、5577、5581、5582於2020年6月至2023年5月期間改裝成新創建集團（匯達交通服務）訓練巴士(T40-T45)，以取代3輛富豪超級奧林比安12米巴士。
於2023年7月1日起，所有車輛已過渡至城巴，所有營運車輛車隊編號改為51189-51208。

### 中華電力

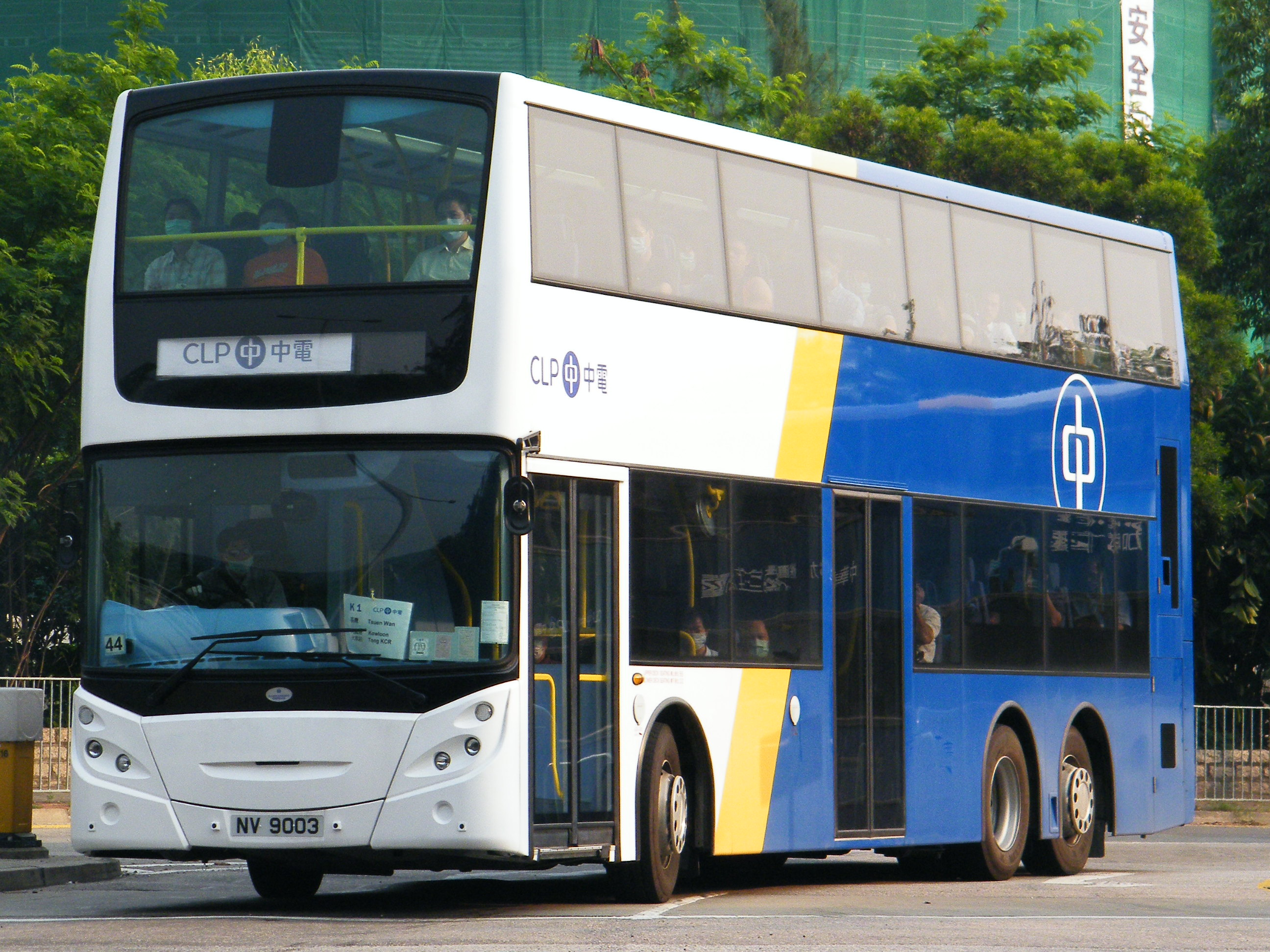
中華電力的Enviro 500，只會在平日上下班繁忙時間接送於青山發電廠工作的職員。

中電集團於2008年訂購5輛12米Enviro 500作為員工巴士，用於取代部分因年事已高而直接退役的利蘭奧林匹克12米巴士（即300、302、303、305、307、309、313）。全部均由深圳五洲龍汽車負責組裝車身（該批亦是最後一批由五洲龍組裝的車輛），並於2009年5月起陸續運抵香港；並於6月9日至18日全數出牌及投入服務，車隊編號為317-321。巴士所有規格和城巴同期裝嵌的Enviro 500大致相同，但不設企位及輪椅停放位（該位置已裝上兩個固定單人座位），所有座位配備安全帶，以及於上、下層裝設車速顯示器。

#### 因意外而退役的Enviro500
- 319在屯門龍富路與一輛混凝土車和一輛貨櫃車相撞後嚴重損毀，因維修成本過高已於2013年12月6日提早退役，成為全港第二輛退役的Enviro500。

### 港鐵巴士

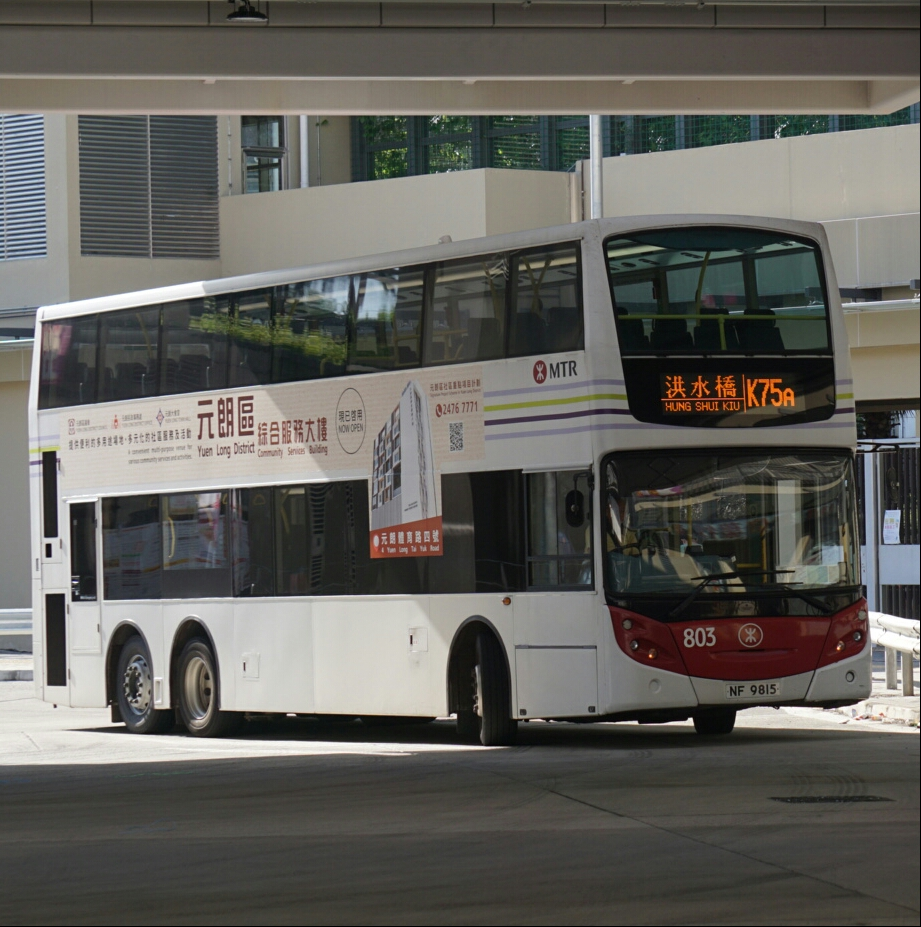
九廣鐵路公司擁有，港鐵租用的Enviro 500巴士

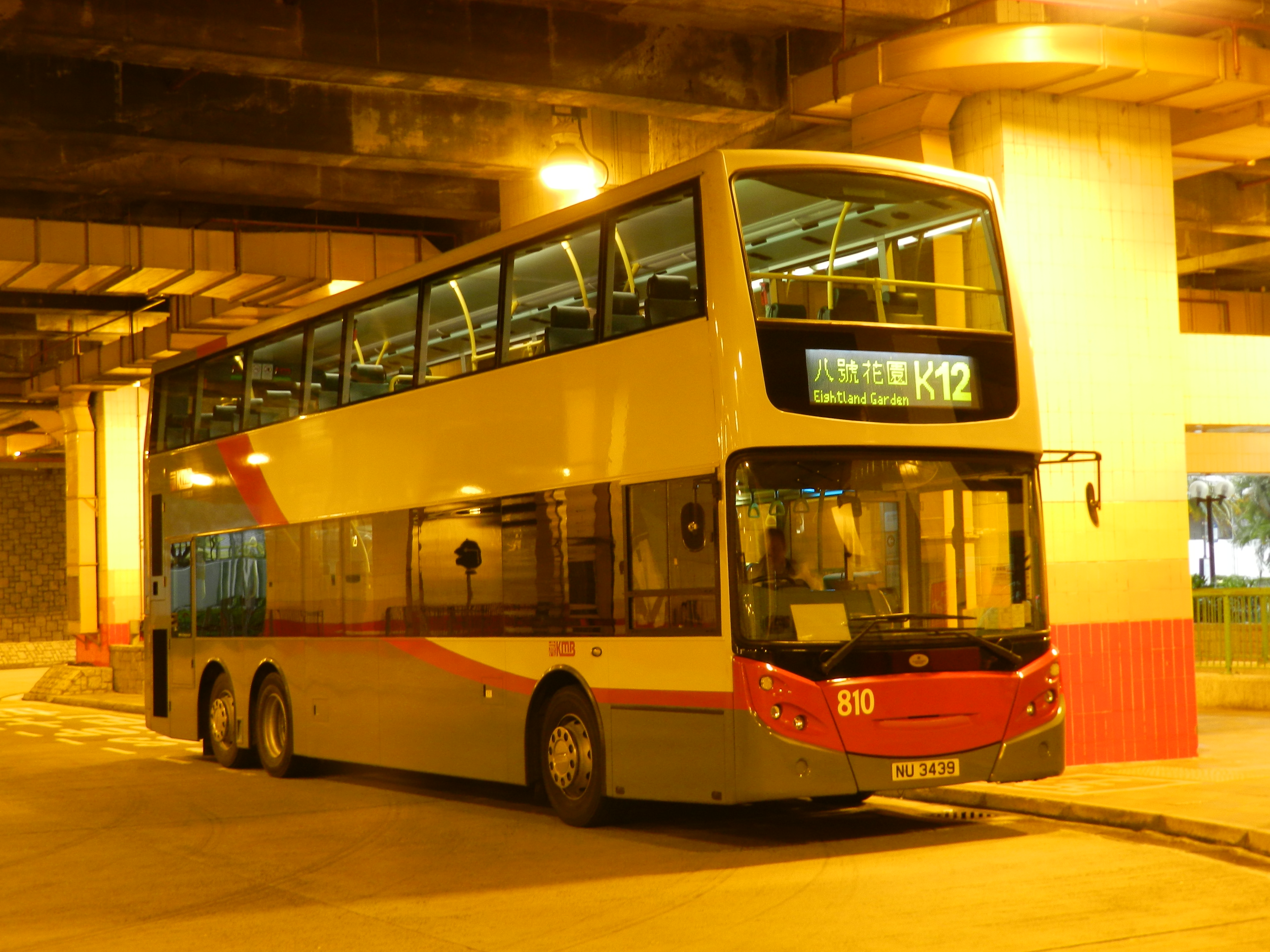
已塗上東鐵綫接駁巴士新色彩的Enviro 500巴士

#### 801-809
九廣鐵路公司於2007年1月訂購9輛12米Enviro 500，承繼九鐵買新車的一貫做法，這批巴士於當地原廠裝嵌完畢然後取水路來港。這批巴士車身及引擎規格與九龍巴士的ATEU1完全相同，但車尾冷氣槽位裝設了倒車閉路電視，中門亦改為橫推式，也不設任何與路訊通有關的組件。首部已裝嵌巴士已於2007年11月24日運抵香港。巴士編號為801-809，用於取代部份因年事已高而直接退役的利蘭奧林匹克（即201-210，其中1個配額被過度）。九鐵曾於2007年12月1日在#801上加上九鐵標誌，發出新聞稿宣佈新車抵港，然而隨著翌日兩鐵合併，這批車根據兩鐵合併條文全數租予港鐵巴士。它們已於2008年3月12日至4月25日全數出牌及投入服務，以九龍巴士和港鐵東鐵綫接駁巴士名義為港鐵服役，因此在這批巴士出牌時已換上九龍巴士的標誌。

#### 810-824
港鐵再訂購15輛12米Enviro 500，用於取代餘下的利蘭奧林比安（即211-224，連1個已預留的配額），由深圳五洲龍汽車有限公司負責組裝車身（該批亦是最後一批由五洲龍組裝的車輛），並於2009年3月與城巴新一批Enviro 500（8110-8127）同期運抵香港。這批車已改配上層車尾燈經修改的MK II車身，車隊編號810-824，已於2009年4月16日至8月27日全數出牌及投入服務；由815開始，車身已採用白色、紅色和灰色的全新色系。
由於2009年九龍南綫通車後，東鐵綫接駁巴士路線K16線已於2009年9月19日起取消，令東鐵綫巴士部出現車隊過剩情况，並於2010年7月，801、802 被調到新界西北區（港鐵巴士）行走。該2輛於9月1日首航506號線，現多於K76線行駛。801及802分別已於2010年尾塗上港鐵巴士的新色彩，而803及804則在2015年中及年尾被調到新界西北區（港鐵巴士）行走，但804仍採用東鐵部的車身色彩。804-814亦於2011年改用跟815-824相同的新車身色彩。
值得一提的是，804亦曾於2015年12月調往行走港鐵巴士（新界西北）路綫，脫離港鐵接駁巴士車隊。惟因824在2017年12月18日一宗交通意外中撞毀，使港鐵接駁巴士車源緊張，804於翌日由新界西北調回大埔，回歸港鐵接駁巴士車隊。雖然824經過維修之後已經復出，但是屬於後加，直至2021年，804再度重返港鐵巴士（新界西北）車隊。

#### 825-833
2011年，港鐵再訂購共9輛11.3米Enviro 500，用於取代部份因年事已高而直接退役的富豪B10M（401-415）及丹尼士飛鏢（501-503）。這批巴士由珠海廣通客車負責組裝車身，翌年（2012年）連同同一訂單的亞歷山大丹尼士Enviro 400運抵香港，車隊編號為825-833，9部巴士已於同年9月28日至12月14日全數出牌及投入服務。
全車規格與新世界第一巴士歐盟5型引擎的Enviro 500 11.3米（4020-4039）大致相同，採用曲梯設計、兩個油缸及使用歐盟5型引擎，但不設任何路訊通顯示器組件，同時加設Hanover報站系統，下層中門前取消單人座位，改為企位，而油箱、水箱及尿素缸設有掩蓋，下層車尾右邊採用整幅式玻璃太平門，全車載客量為120人（載客量是港鐵巴士於2010年年底招標公告的規定）。

#### 車齡漸高、陸續退役
- 由於在2008年至2009年出牌之歐盟四型柴油非專利巴士由2025年起不能再續牌，早前港鐵已招標出售全部有關歐四巴士。2024年12月2日，港鐵巴士率先將801／NE5930除牌退役，以「一換一」的形式由電動巴士Enviro500 EV取代。此舉代表此批巴士開始踏入退役潮，預料全數均被上述電動巴士取代。

## Enviro 500在北美洲
亞歷山大丹尼士車廠於2004年打算以這款巴士去開拓北美地區市場，北美版的E500巴士採用適合當地的車身，以及把油缸重新設計，使其直樓梯可移到更前的位置，當時建造一輛示範車於美國及加拿大展出。
2008年年底，亞歷山大丹尼士為了打入美加市場，就與Eldorado National合作，將部分工序移入美國，以符合美國政府的Buy America採購規則。現時在拉斯維加斯、温哥華等城市服役，其他的如多倫多、舊金山等也曾經測試過這款車型，是唯一一款通過12年Altoona試車程序的雙層巴士，Enviro500也是歷史上第一種可在美國作集體運輸的雙層巴士。
曾試用Enviro 500巴士的公司計有西雅圖以北的斯諾霍米什縣（Snohomish County）的Community Transit（提供往返縣內和西雅圖市中心的通勤巴士服務，2005年12月）、加州戴維斯市的Unitrans（2006年1月，為期兩星期）、渥太華的OC Transpo（2006年6月28日—7月12日、2007年2月）、及三藩市的Muni（2007年11月—2008年1月）等。

### 加拿大

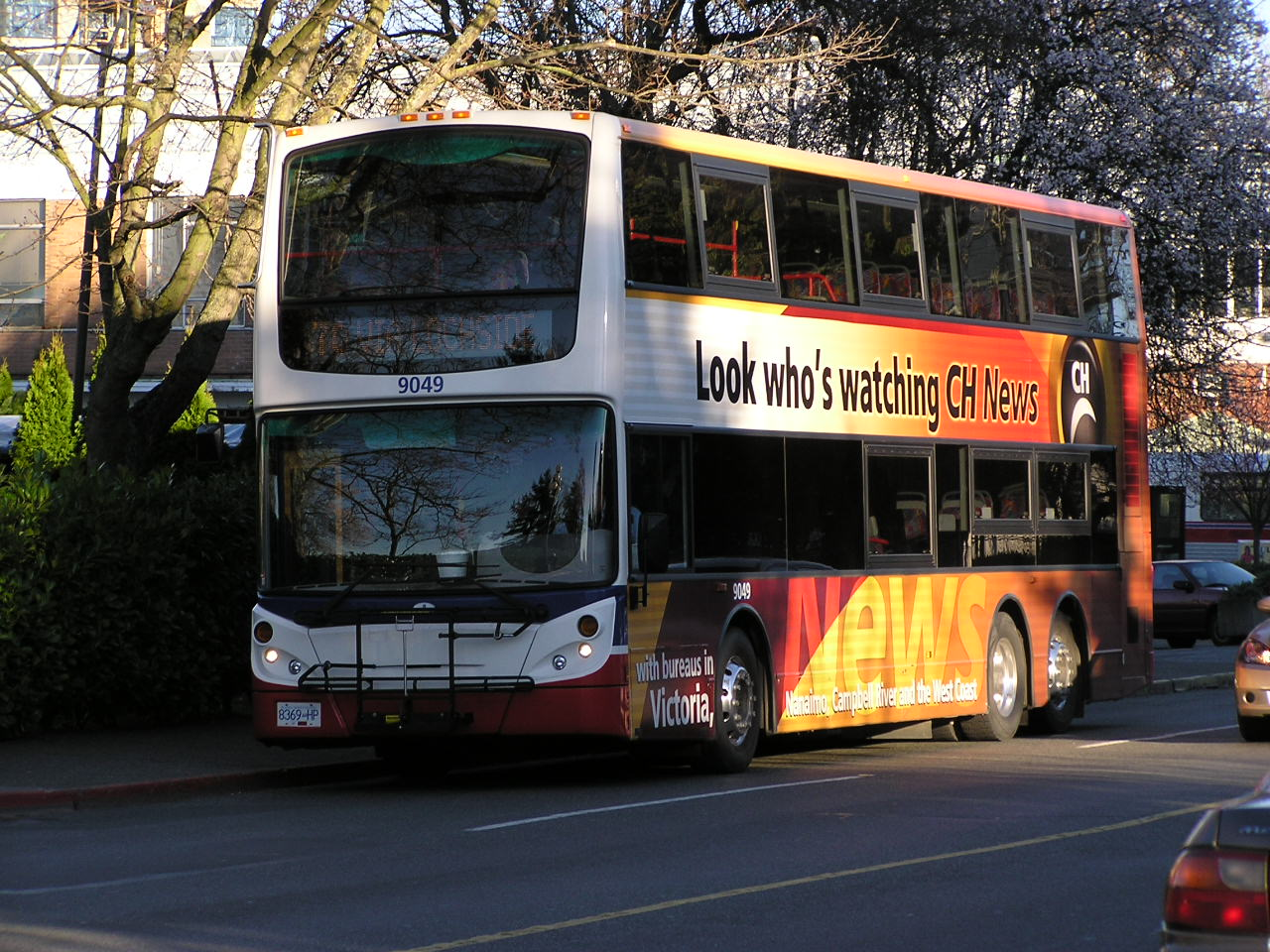
BC Transit的Enviro 500巴士，車頭的鐵架用于放置單車

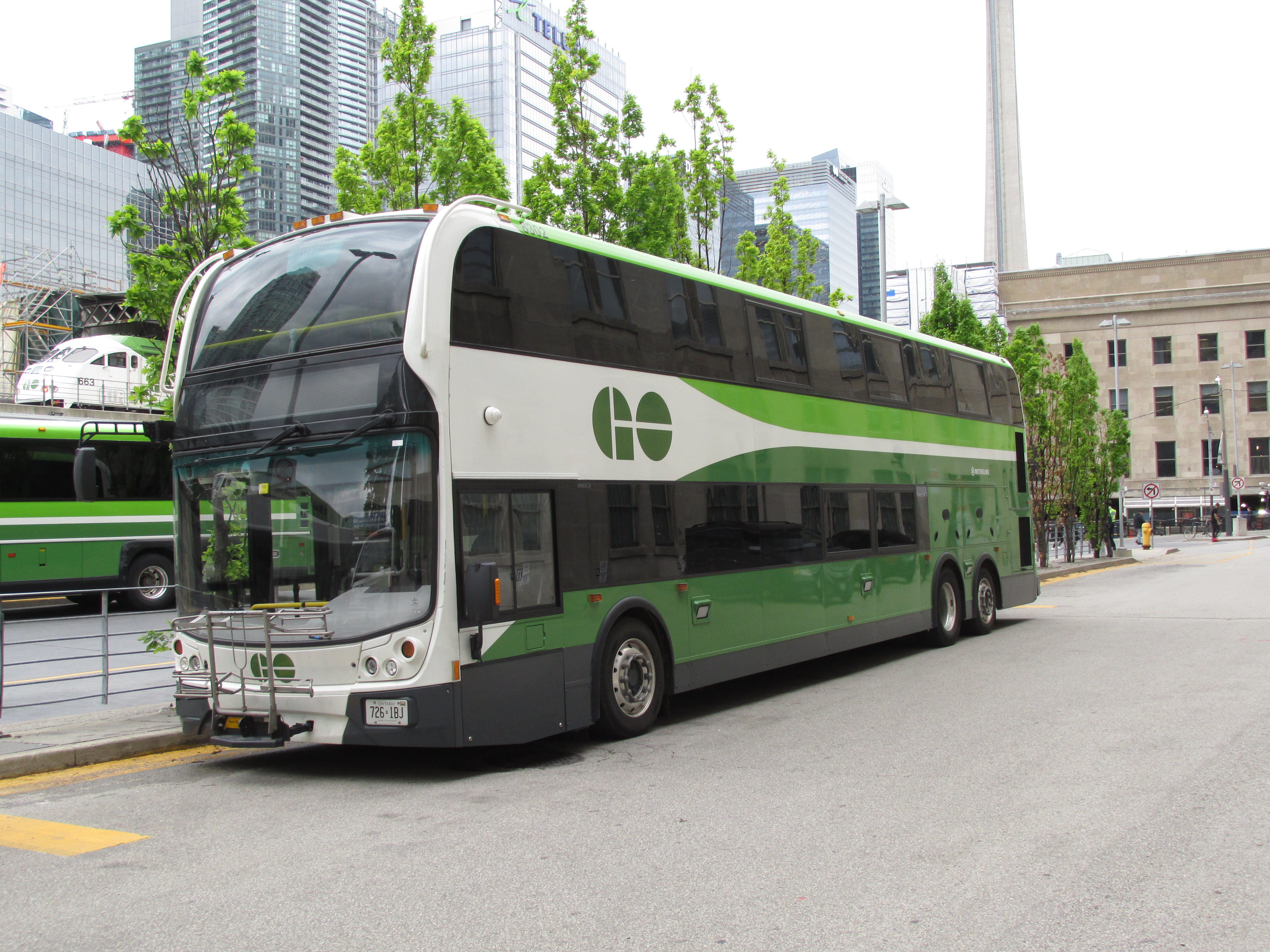
GO Transit的Enviro 500巴士停泊於多倫多聯合車站巴士總站

加拿大的卑詩公車局（BC Transit）擁有40部Enviro 500雙層巴士，全數投放在維多利亞市的路線，主要行走4、14、26、50、61、65、70、71、72。
- 編號9041-9049，全數9部巴士於2005年初投入服務，採用康明斯ISM-330引擎及Voith DIWA864.5波箱，其中兩輛在投入服務之前，曾到美國進行推廣活動。
- 編號9501-9526，機械配置與上一批相同，全數26部巴士於2008年投入服務 ，其中10輛(9517-9526)曾行走基隆那的路線，但現時已全數調往維多利亞。
- 編號9527，為北美首部混合動力雙層巴士，採用康明斯ISL引擎，不設波箱，於2008年投入服務。
- 編號9528，為亞歷山大丹尼士的樣板車，於2011年被BC Transit買入，採用康明斯ISL9引擎及Allison B500R波箱，配備豪華座椅及鐘帶。
- 編號9529-9531（前渥太華OC Transpo 1201-1203），於2013年被BC Transit買入，採用康明斯ISM-330引擎及Allison B500R6六前速自動波箱。

安大略省的GO Transit購入12輛12.8米版本Enviro 500雙層巴士，首輛巴士（車隊編號8000）已於2007年底付運加拿大，其餘11輛已於2008年春季投入服務，行走407號省道和403號省道上的路綫，及後再增購10輛，已於2009年1月起投入服務。GO Transit其後加訂25部12.8米巴士，採用與Enviro 400車身相同的頭幅和車尾。這批巴士車身高度較矮，以符合安大略省天橋高度限制，全部新車已於2013-2014年投入服務。
渥太華OC Transpo所訂購，用作後續測試的三輛亦將於2008年尾陸續運抵渥京，首輛巴士（車隊編號1201）已於11月運抵，並於2009年冬季新行車班次實行前投入運營。全數巴士已於2012年退役，並由BC Transit買入。
Strathcona County Transit訂購14輛Enviro 500雙層巴士，行走渥太華Sherwood Park與亞伯達省愛民頓之間，已於2014年春季投入服務。

### 美國

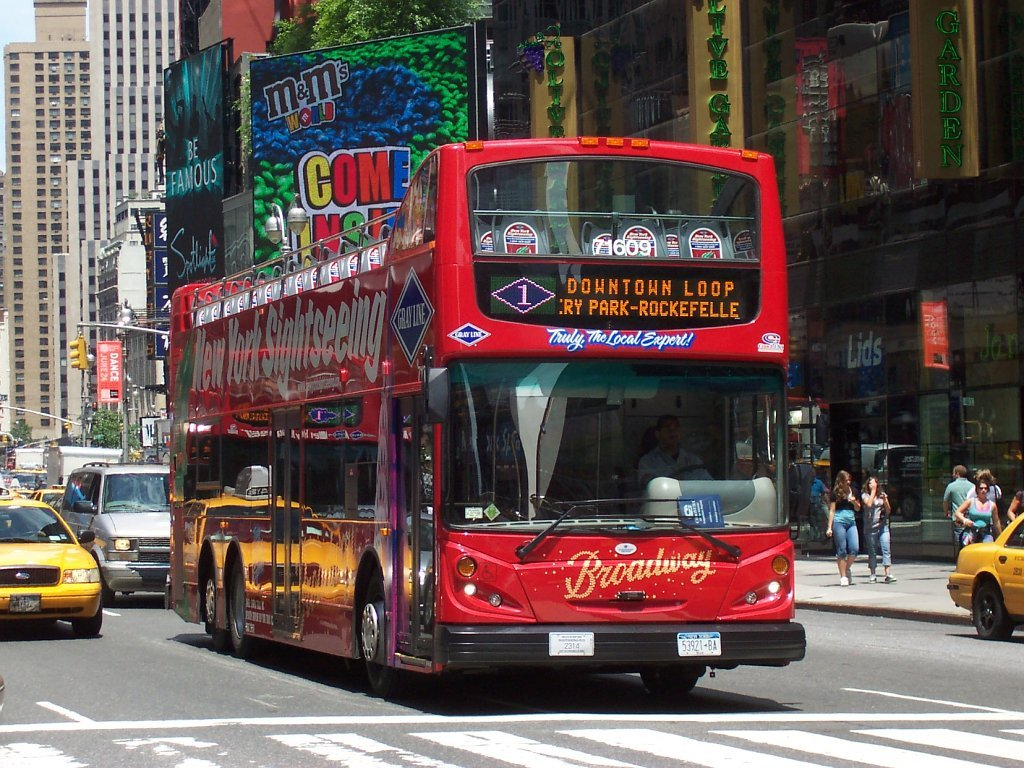
錦倫旅運的Enviro 500

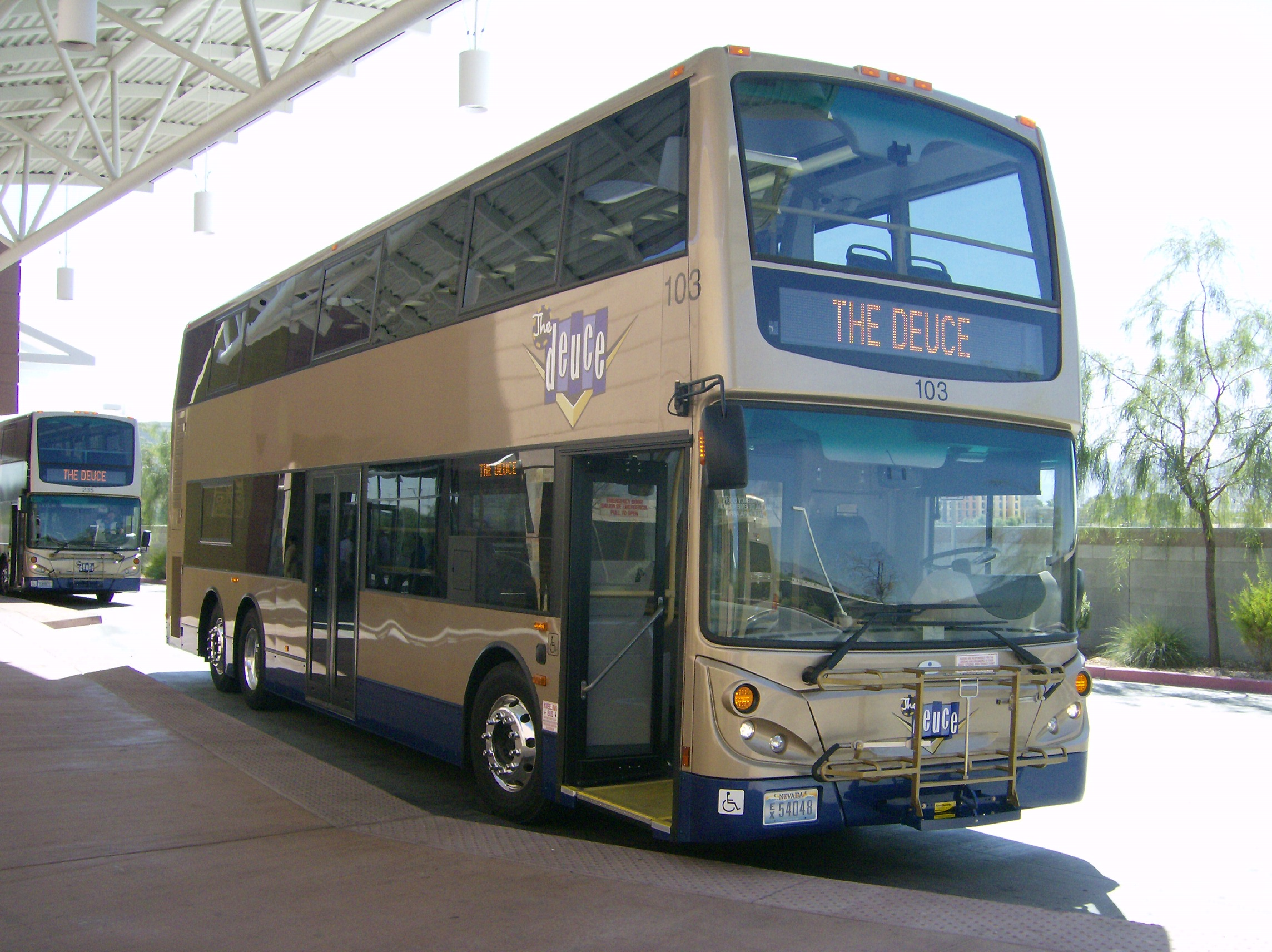
拉斯維加斯CAT的Enviro 500

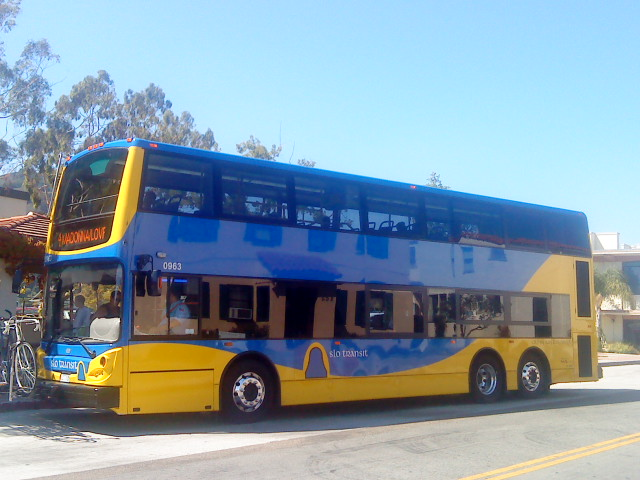
剛投入SLO Transit的12米Enviro 500

美國方面，錦倫旅運（Gray Line）訂購20輛開篷版本Enviro 500，2005年春季投入服務，它們用作供遊客觀光，全在紐約市行走。另有3部單門版本的E500在三藩市行走。
拉斯維加斯的Citizens Area Transit（CAT，現RTC Transit）訂購50輛E500巴士用作行走The Deuce的Strip賭場穿梭巴士線及Outlet Mall Circulator路線，近年於RTC Transit旗下之103、107、109A、110、115、202、204等路線上行走，編號200-249，全數於2005年10月投入服務。為適應內華達州酷熱及乾燥的天氣，這些巴士的空調裝置給加強，車尾的引擎室均加設散熱通風網。
其中一輛E500巴士（編號224）於2006年7月19日晚在15號州際公路與一輛貨車相撞，事後該車退役報銷。
至2006年10月，CAT斥資2,980萬美元，加訂40輛E500巴士，部分巴士已於2007年底投入服務。後來CAT再加訂40輛同款巴士，已於2008年4月初付運；這些巴士被加長至12.8米及另加裝一條樓梯（前直後曲樓梯），以方便乘客更快速上落。
Les Cars Rouges觀光公司也訂購了16輛開篷版E500巴士，其中8輛於三藩市行走，另外8輛會於華盛頓DC行走。
在聖路易斯-奧比斯保（San Luis Obispo），SLO Transit訂購了一輛12米的E500雙層巴士，並於2010年9月份起投入服務。編號為0963。該雙層巴士來往SLO運輸中心到加州理工大學（Cal Poly）的4號循環路線，全程一小時。
主要服務於西雅圖北部的Community Transit於2007年8月1日購入了1輛E500巴士行走部份於平日繁忙時間往返西雅圖市中心的通勤巴士路線。該輛E500車隊編號為27900，車牌號碼為84220C。另外Community Transit一共訂購23部E500於2010年付運，隨後97部E500於2011年至2012年付運。

## Enviro 500在英國
英國First Glasgow購入25部Enviro 500，引擎規格與九龍巴士ATEU1相同，車身與九龍巴士ATEU2-10大致相同，但下層太平門採用傳統太平門而非全玻璃太平門，車尾上層太平門放棄採用全玻璃太平門，屬單門車身設計。這批巴士已於2009年4月中投入服務。

## Enviro 500在澳洲
澳洲墨爾本Rockleigh Tours在2011年購入了1輛配Kiwi Bus Builders車身的Enviro 500巴士。

## 配Enviro 500車身的富豪B9TL
九龍巴士首輛配Enviro 500車身的富豪B9TL，將於2005年1月完成登記（車牌LU3721），並於同年2月投入服務，車隊編號為AVBE1。隨後載通國際於2006-2007年間為九龍巴士與龍運巴士訂購了共95輛配Enviro 500車身的B9TL，並於2006年秋季至2008年春季投入服務。
愛爾蘭的都柏林巴士公司（Dublin Bus）於2005年購入為數20輛配Enviro 500車身的富豪B9TL巴士，後來再訂購50輛巴士。

### 同廠車型
- 亞歷山大丹尼士Enviro 500 MMC
- 亞歷山大丹尼士Enviro 400
- 亞歷山大丹尼士Enviro 300
- 亞歷山大丹尼士Enviro 350H
- 亞歷山大丹尼士Enviro 200
- 亞歷山大丹尼士Enviro 200 MMC

### 競爭產品
- 猛獅A95
- Neoplan Centroliner
- 斯堪尼亞K310UD
- 富豪B9TL

## 外部連結
- （英文） Enviro 500型號官方說明
- 九巴「超『直』巴士」發佈新聞稿 （页面存档备份，存于）
- 拉斯維加斯的Enviro 500相集 （页面存档备份，存于）
- 香港巴士大典上的相关条目：Enviro500